# Ameriška vojna za neodvisnost
Ameriška revolucionarna vojna (19. april 1775 – 3. september 1783), znana tudi kot revolucionarna vojna ali ameriška vojna za neodvisnost je bila oboroženi konflikt, ki je obsegal zadnjih osem let širše ameriške revolucije, v kateri so ameriške patriotske sile, organizirane kot Kontinentalna vojska in pod vodstvom  Georga Washingtona premagale britansko vojsko. Konflikt se je odvijal v Severni Ameriki, Karibih in Atlantskem oceanu. Izhod vojne se je za večino vojne zdel negotov. A odločilna zmaga Washingtona in Kontinentalne vojske v obleganju Yorktowna leta 1781 je prisilila kralja Jurija III. in Kraljevino Veliko Britanijo, da sta se dve leti kasneje leta 1783, dogovorila za konec vojne Pariškem sporazumu, v katerem je britanska monarhija priznala neodvisnost Trinajstih kolonij, kar je pripeljalo do ustanovitve Združenih držav Amerike kot neodvisne in suverene države.
Leta 1763, potem ko je Kraljevina Velika Britanija pridobilo prevlado v Severni Ameriki po zmagi nad Francozi v Sedemletni vojni, so napetosti in spori med Britanci in Trinajstimi kolonijami začeli naraščati, še posebej po sprejetju  Zakona o znamkah (1765) in "Townshend Acts" s strani britanskega parlamenta. Britanska vojska je odgovorila z vojaško okupacijo Bostona, kar je vodilo v bostonski pokol 5. marca 1770.
Sredi leta 1774, ko so se napetosti še dodatno zaostrile med britansko vojsko in kolonijami je britanski parlament uvedel "Intolerable Acts", to je bil poskus, da bi razorožili Američane, kar je vodilo v bitki pri Lexingtonu in Concordu aprila 1775, prve bitke revolucionarne vojne. Junija 1775 je Drugi kontinentalni kongres, ki je vključeval 56 kolonialnih delegatov, zasedal v kolonialni prestolnici  Filadelfiji, kjer so glasovali za vključitev kolonialnih patriotskih milic v centralno vojsko - Kontinentalno vojsko - in soglasno imenovali Washingtona za njenega vrhovnega poveljnika.
Dva meseca kasneje, avgusta 1775 je britanski parlament razglasil kolonije za v stanju upora. Julija 1776 je Drugi kontinentalni kongres sprejel in formaliziral vojno, sprejel »Lee Resolution« 2. julija in dva dni kasneje soglasno sprejel deklaracijo o neodvisnosti 4. julija.
Marca 1776, v zgodnjem uspehu za novoustanovljeno Kontinentalno vojsko pod Washingtonovim poveljstvom po uspešnem obleganju Bostona, je Kontinentalna vojska uspela izgnati britansko vojsko iz Bostona. Britanski vrhovni poveljnik William Howe, 5. baron Howe je odgovoril z začetkom kampanje v New Yorku in New Jerseyu, ki je rezultirala v Howeovem zajetju New Yorka novembra. Washington je odgovoril s prečkanjem reke Delaware in z manjšima, a pomembnima zmagama v bitki pri Trentonu in bitki pri Princetonu.
Poleti 1777, ko se je Howe pripravljal na zajetje Filadelfije je Kontinentalni kongres zbežal v Baltimore. Oktobra 1777 je bila severna britanska sila pod poveljstvom Johna Burgoyna prisiljena, da se preda v bitki pri Saratogi, v ameriški zmagi, ki se je izkazala za ključno pri prepričevanju Francije in Španije, da je neodvisna Združena država mogoča možnost. Francija je podpisala trgovinski sporazum z uporniki, sledil je zavezniški sporazum februarja 1778. Leta 1779 je Sullivanova ekspedicija je izvajala kampanjo proti Irokezom, ki so bili večinoma zavezniki Britancev. Indijanski napadi na ameriški meji so kljub temu ostali težava. Prav tako je leta 1779 Španija sklenila zavezništvo z Francijo proti Veliki Britaniji z "Pogodbo iz Aranjueza", čeprav Španija ni uradno sklenila zavezništva z Američani.
Novi britanski vrhovni poveljnik Henry Clinton je nameraval vojno proti Američanom prenesti v Južne kolonije. Kljub nekaterim začetnim uspehom je britanski general Charles Cornwallis, 1. markiz Cornwallis je bil septembra in oktobra 1781 oblegan z franco-ameriškimi silami v Yorktownu. Cornwallis je bil prisiljen predati se oktobra. Britanske vojne s Francijo in Španijo so se nadaljevale še dve leti, a so se boji v veliki meri ustavili v Severni Ameriki. V pogodbi iz Pariza, ratificirani 3. septembra 1783, je Velika Britanija priznala suverenost in neodvisnost Združenih držav, kar je privedlo do konca ameriške revolucionarne vojne. Pogodba iz Pariza (1783) je rešila konflikte Velike Britanije z Francijo in Španijo ter prisilile Veliko Britanijo, da je Franciji odstopila Tobago, Senegala in majhna ozemlja v Indiji ter Španiji Menorco in Florido.

## Pot do vojne
Francoska in indijanska vojna, del širšega globalnega konflikta, znanega kot Sedemletna vojna, se je končala s Pogodbo iz Pariza leta 1763, ki je izgnala Francijo iz njihovih posesti v Novi Franciji. Kraljeva proklamacija iz leta 1763 je bila zasnovana za preusmeritev kolonialne ekspanzije na sever v Novo Škotsko in jug v Florido z reko Mississippi kot ločnico med britanskimi in španskimi posestmi v Ameriki. Naselitev je bila strogo omejena onkraj omejitev iz leta 1763 in zahtevki zahodno od te meje, vključno z Virginijo in Massachusettsom, so bili preklicani. Sicer so kolonialne skupščine soglašale o mejah, a se niso strinjale, kje naj jih postavijo. Mnogi naseljenci so se popolnoma uprli omejitvam in izvajanje je zahtevalo stalna stražo ob meji, kar je privedlo do vedno bolj ogorčenih sporov glede tega, kdo naj to plačuje.

### Obdavčevanje in zakonodaja
Ogromne dolgove, ki so nastali zaradi Sedemletne vojne in zahteve britanskih davkoplačevalcev po zmanjšanju državnih izdatkov so pomenile, da je britanski parlament pričakoval, da bodo kolonije same financirale svojo obrambo. Med 1763 in 1765 je Grenvilloco ministrstvo naročilo Kraljevi mornarici, naj preneha trgovati s tihotapskimi blagom in uveljavlja carinske dajatve, ki so bile naložene v ameriških pristaniščih. Najpomembnejši je bil "Molasses Act" iz leta 1733; pred letom 1763 so ga običajno ignorirali, imel pa je pomemben gospodarski vpliv, saj je bilo 85 % izvoza ruma iz Nove Anglije proizvedenega iz uvožene melase. Temu sta sledila "Sugar Act ali Zakon o sladkorju (1764)" in Stamp Act ali Zakon o žigih, ki sta naložila dodatne davke kolonijam za financiranje obrambe zahodne meje. Davki so se izkazali za zelo obremenjujoče, zlasti za revnejše razrede in so kmalu postali vir nezadovoljstva. Julija 1765 so "Whigi ali Vigovci" oblikovali "First Rockingham ministry", ki je razveljavila Zakon o žigih in znižala davek na tujo melaso, da bi pomagala gospodarstvu Nove Anglije, a je ponovno potrdila parlamentarno avtoriteto v "Declaratory Act".
Vendar to ni prineslo konca nezadovoljstvu; leta 1768 je v Bostonu izbruhnil nemir, ko so oblasti zasegle ladjo HMS Liberty zaradi suma tihotapstva. Napetosti so eskalirale marca 1770, ko so britanske čete streljale na civiliste, ki so metali kamenje in ubile pet ljudi, kar je postalo znano kot Bostonski masaker. Pokol je sovpadal s delno razveljavitvijo "Townshend Acts" s strani Toryevske vlade "North Ministry". Lord North je vztrajal, da se ohrani davek na čaj, da bi utrdil pravico parlamenta do obdavčevanja kolonij; znesek je bil majhen, a je zanemaril to, da je to predstavljalo Američanom sporno dejanje.
Aprila 1772 so kolonialisti izvedli prvi ameriški davčni upor proti britanski kraljevski oblasti v "Weare, New Hampshire", ki je bil kasneje imenovan "Pine Tree Riot". To bo navdihnilo zasnovo zastave "Pine Tree Flag". Napetosti so se stopnjevale po uničenju carinske ladje v junijski "Gaspee aferi" leta 1772, nato pa so se na vrhuncu oblikovale leta 1773. Bančna kriza leta 1772 je skoraj privedla do kolapsa Britanske vzhodnoindijske družbe, ki je obvladovala britansko gospodarstvo; za podporo družbi je parlament sprejel "Tea Act ali Zakon o čaju", ki ji je dal trgovinski monopol v Trinajstih kolonijah. Ker so večino ameriškega čaja pretihotapili Nizozemci, so dejanju nasprotovali tisti, ki so upravljali nezakonito trgovino, hkrati pa so ga razumeli kot še en poskus vsiljevanja načela obdavčitve s strani parlamenta.
Decembra 1773 je skupina, imenovana Sinovi svobode ali "Sons of Liberty", oblečena v Mohawke indijance vrgla zaboje čaja v bostonsko pristanišče, dogodek, ki je bil kasneje znan kot Bostonska čajanka. Britanski parlament je na to odgovoril z uvedbo tako imenovanih "Intolerable Acts", ki so bili usmerjeni posebej proti Massachusettsu, čeprav so mnogi kolonisti in člani whigovske opozicije menili, da predstavljajo grožnjo svobodi nasploh. To je povečalo simpatije za patriotsko stvar lokalno, v britanskem parlamentu in v londonskem tisku.

### Prekinitev z britansko krono
V 18. stoletju so izvoljeni spodnji domovi v kolonialni zakonodaji postopoma prevzeli oblast od svojih guvernerjev. Ti domovi, ki so jih obvaldovali manjši zemljiški lastni in trgovci, so zdaj ustanovili ad-hoc provincialne zakonodaje, s čimer so učinkovito nadomestili kraljevo oblast. Skladno z izjemo Georgije je dvanajst kolonij poslalo predstavnike na Prvi kontinentalni kongres, da bi se dogovorili o enotni reakciji na krizo. Mnogi od delegatov so se bali, da bi bojkot privedel do vojne in so zato poslali peticijo kralju, ki je klical po odpravi "Intolerable acts". Po nekaj razpravah je 17. septembra 1774 kongres potrdil "Suffolk Resolves" predlagane s strani Massachusettsa in 20. oktobra sprejel "Kontinentalno združenje", ki je uvedlo ekonomske sankcije in bojkot blaga proti Britaniji.
Kljub temu, da je zanikala svojo pristojnost nad notranjimi ameriškimi zadevami, je frakcija, ki jo je vodil James Duane in prihodnji lojalist Joseph Galloway, vztrajala, da kongres prizna pravico parlamenta, da ureja kolonialno trgovino. V pričakovanju odstopkov s strani lord Northove administracije je kongres pooblastil kolonialne spodnje domove, da izvajajo bojkot; to je uspelo zmanjšati britanske uvoze za 97% od 1774 do 1775. Vendar pa je 9. februarja parlament razglasil Massachusetts za v uporu in uvedel blokado kolonije. Julija so "Zakonodaje o omejitvi omejile" kolonialno trgovino z Britansko zahodno Indijo in Britanijo ter preprečile plovbo ladjam iz Nove Anglije na ribišča trske na Newfoundlandu. Napetosti so privedle do hitenja po nadzoru nad skladišči milice, ki jih je moral vsak zbor zakonito vzdrževati za obrambo. 19. aprila je britanska poskus za pridobitev Concordskega orožja kulminiral v bitko pri Lexingtonu in Concordu, ki so začele revolucionarno vojno.

### Politične reakcije
Po zmagi patriotov v Concordu je zmerno krilo v kongresu, ki ga je vodil John Dickinson pripravil "Peticijo oljčne veje", ki je ponudila sprejetje kraljeve oblasti v zameno za posredovanje kralja Jurija III. Britanskega v sporu. Vendar je bila peticija takoj po njej spremljana še z "Deklaracijo vzrokov in nujnosti oborožitve" od Kontinentalnega kongresa, kolonialni sekretar William Legge, 2. grof od Dartmoutha je zato mirovno ponudbo videl kot neiskreno in je zavrnil, da bi jo predstavil kralju. Čeprav je bila zakonodajno pravilna, ker se monarh ni mogel upreti svoji vladi, je razočarala tiste Američane, ki so upali, da bo posredoval v sporu, medtem ko je neprikrito sovraštvo odgovora Britanske vlade vzbudilo jezo celo med lojalnimi člani kongresa. V kombinaciji z "Proklamacijo o uporu", ki je bila izdana 23. avgusta kot odgovor na bitko pri Bunker Hillu, so končali upanje na mirno rešitev.
Podprti s strani Whigov je parlament prvotno zavrnil uvedbo prisilnih ukrepov z 170 glasovi, saj so se bali, da bi agresivna politika potisnila Američane proti neodvisnosti. Vendar pa je do konca leta 1774 kolaps britanske oblasti v Severni Ameriki pomenil, da sta bila lord North in Jurij III. Britanski prepričana, da je vojna neizbežna. Po Bostonu je Gage ustavil operacije in čakal na okrepitve; v irskem parlamentu je bilo odobreno rekrutiranje novih polkov, oz. regimentov, medtem ko so prvič dovolili tudi katolikom, da se vključijo v rekrutiranje. Britanija je prav tako podpisala vrsto pogodb z nemškimi državami za oskrbo dodatnih vojaških enot V letu dni je imela vojsko s preko 32.000 moškimi v Ameriki, kar je bilo največ, kar je bilo kdaj poslano izven Evrope do tistega časa. Uporaba nemških vojakov proti ljudem, ki so jih videli kot britanske državljane, je bila nasprotovana s strani mnogih v parlamentu in kolonialnih skupščinah; v povezavi z odsotnostjo aktivnosti Gaga je nasprotovanje uporabi tujih enot omogočilo patriotom, da so prevzeli nadzor nad zakonodajnimi telesi.

### Deklaracija neodvisnosti
Podpora neodvisnosti je bila okrepljena s pamfletom Thomasa Painea Zdrav razum, ki je bil objavljen 10. januarja 1776, in je zagovarjal ameriško samoupravljanje ter bil široko tiskan. Za osnutek "Deklaracije neodvisnosti ZDA" je Drugi kontinentalni kongres imenoval petčlansko komisijo: Thomas Jefferson, John Adams, Benjamin Franklin, Roger Sherman in Robert Livingston. Deklaracijo je skoraj v celoti napisal Jefferson.
Identificiranje prebivalcev Trinajstih kolonij kot "en narod" je hkrati presekalo politične vezi z Britanijo, hkrati pa vključilo dolg seznam domnevnih kršitev "angleških pravic", ki jih je storil Jurij III. Britanski. To je tudi eno prvih omemb kolonij kot "Združene države", namesto bolj običajnih "Združenih kolonij".
2. julija je Kongres glasoval za neodvisnost in objavil deklaracijo 4. julija. V tem trenutku je revolucija prenehala biti notranji spor glede trgovinskih in davčnih politik ter se je razvila v državljansko vojno, saj je bila vsaka država, zastopana v Kongresu, vključena v boj proti Britaniji, hkrati pa tudi razdeljena med ameriškimi patrioti in ameriškimi lojalisti. Patrioti so na splošno podpirali neodvisnost od Britanije in novo nacionalno zvezo v Kongresu, medtem ko so lojalisti ostali zvesti britanski oblasti. Ocenjeni številčni deleži se razlikujejo, ena od predpostavk pa je, da je bila populacija na splošno enakomerno razdeljena med zagrizene patriote, zagrizene lojaliste in tiste, ki so bili nevtralni. Drugi izračunavajo razmerje kot 40% patriotov, 40% nevtralnih, 20% lojalistov, vendar s pomembnimi regionalnimi odstopanji.
Ob pričetku vojne je Drugi kontinentalni kongres spoznal, da za zmago nad Britanijo potrebujo tuje zaveznike in obveščevalne podatke. "Odbor za skrivno korespondenco" je bil ustanovljen z "izključno namenom dopisovanja z našimi prijatelji v Veliki Britaniji in drugih delih sveta". Od leta 1775 do 1776 je odbor delil informacije in gradil zavezništva preko skrivne korespondence ter zaposloval tajne agente v Evropi za zbiranje obveščevalnih podatkov, izvajanje tajnih operacij, analizo tujih publikacij in začetke propagandnih kampanj patriotov. Paine je deloval kot sekretar, medtem ko sta bila Benjamin Franklin in Silas Deane poslana v Francijo za zaposlovanje vojaških inženirjev, ključna pri pridobivanju francoske pomoči v Parizu.

## Vojna se začne

### Zgodnji spopadi
14. aprila 1775 je sir Thomas Gage, vrhovni poveljnik britanskih sil v Severni Ameriki in guverner Massachusettsa, prejel ukaze za ukrepanje proti patriotom. Odločil se je, da uniči arzenal milice, shranjen v "Concordu, Massachusettsu" in ujame Johna Hancocka in Samuela Adamsa, ki sta bila obravnavana kot glavna povzročitelja upora. Operacija naj bi se začela okoli polnoči 19. aprila v upanju, da jo bodo končali, preden bi se Ameriški patrioti lahko odzvali. Vendar pa je Paul Revere izvedel za načrt in obvestil stotnika Johna Parkerja, poveljnika milice »Concord, Massachusetts« ki se je pripravil na odpor. Prva akcija vojne, ki jo pogosto imenujejo "strel slišan po svetu", je bil kratek spopad v Lexingtonu, ki ji je sledila obsežna bitka. Britanske čete so utrpele okoli 300 žrtev, preden so se umaknile v Boston, ki ga je nato oblegala milica.
V maju 1775 je 4.500 britanskih okrepitev prispelo pod poveljstvom generalov Williama Howa, 5. Viscount Howe, Johna Burgoyna in sir Henrya Clintona. 17. junija so zavzeli "Charlestownski polotok" v bitki pri Bunker Hillu z frontalnimi napadom, v katerem so utrpeli več kot 1.000 žrtev. Presenečen nad napadom, ki jim je prinesel malo, a povzročil veliko število žrtev, je Gage apeliral v London za večjo vojsko, a je namesto tega bil zamenjan kot poveljnik z Howeom.
14. junija 1775 je Kongres prevzel nadzor nad patriotskimi silami zunaj Bostona in kongresni vodja John Adams je nominiral Washingtona za vrhovnega poveljnika pravkar ustanovljene Kontinentalne vojske. 16. junija ga je Hancock uradno razglasil ta "General in Commander in Chief of the army of the United Colonies." Prevzel je poveljstvo 3. julija in raje utrdil Dorchester Heights zunaj Bostona, kot da bi ga napadel. V začetku marca 1776 je prispel polkovnik Henry Knox z topništvom, pridobljenim v Fort Ticonderoga. Pod zaščito teme, 5. marca, je Washington postavil topništvo na Dorchester Heights, od koder so lahko streljali na mesto in britanske ladje v bostonskem pristanišču. Boječ se ponovnega Bunker Hilla je Howe evakuiral mesto "Dan evakuacije (Massachusetts)" 17. marca brez nadaljnjih izgub in odplul v "Halifax, Nova Škotska", medtem ko je Washington odšel proti New York Cityu.
Od avgusta 1775 so privatniki napadli mesta v Nova Škotski vključno z Saint Johnom, Charlottetownom in Yarmouthom. V 1776 sta John Paul Jones in Jonathan Eddy napadla Canso in Fort Cumberland. Britanski uradniki v Quebecu so se začeli pogajati za podporo Irokezov, medtem ko sojih ameriški poslanci pozivali, naj ostanejo nevtralni. Zavedajoč se, da so Indijanci nagnjeni k Britancem in boječ se anglo-indijanskega napada z Kanade, je Kongres aprila 1775 odobril drugo invazijo. Po porazu v bitki pri mestu Quebec 31. decembra, so Američani ohranili ohlapno blokado mesta, dokler se niso umaknili 6. maja 1776. Drugi poraz pri bitki pri Trois-Rivières 8. junija je končal operacije v Quebecu.
Britansko preganjanje je sprva blokirala ameriška vojaška plovila na Jezeru Champlain, dokler jih zmaga pri Valcour Islandu 11. oktobra ni prisilila, da so se umaknili v Fort Ticonderoga, medtem ko je decembra vstaja v Novi Škotski, ki jo je podprl Massachusetts, bila poražena pri bitki pri Fort Cumberlandu (1776). Ti neuspehi so vplivali na javno podporo patriotom, agresivne politike proti lojalistom v kolonijah Nove Anglije pa so odtujile Kanadčane.
V Virginiji je »Dunmorejeva proklamacija« 7. novembra 1775 obljubila svobodo vsakemu sužnju, ki je zbežal od svojih patriotskih gospodarjev in se strinjal, da se bo bojeval za Krono. Britanske sile so bile poražene pri "bitki pri Great Bridge" 9. decembra in so našle zatočišče na britanskih ladjah, usidranih blizu Norfolk. Ko "Tretja virginijska konvencija" ni hotela razpustiti svoje milice ali sprejeti vojne uprave, je John Murray, 4. grof Dunmore 1. januarja 1776 naročil uničenje Norfolka.
"Obleganje Savage's Old Fields" se je začelo 19. novembra v Južni Karolini med lojalističnimi in patriotskimi milicami, lojalisti pa so bili nato izgnani iz kolonije v ti. »Snežni kampanji«. Lojalisti so bili rekrutirani v Severni Karolini za ponovno vzpostavitev britanske oblasti na jugu, a so bili odločilno poraženi v btki pri "mostu na Moore's Creek". Britanska ekspedicija, poslana za ponovno osvojitev Južne Karoline, je 28. junija 1776 napadla Charleston v "bitki pri Sullivanovem otoku", a je spodletela.
Pomanjkanje smodnika je pripeljalo do tega, da je Kongres odobril pomorsko ekspedicijo proti Bahamom, da bi pridobili strelivo skladiščeno tam. 3. marca 1776 je ameriška eskadrilja pod poveljstvom Ezeka Hopkinsa prispela na vzhodni konec Nassaua in naletela na minimalen odpor pri Fort Montagu. Hopkinsove čete so se nato odpravile proti Fortu Nassau. Hopkins je obljubil guvernerju Montfortu Browneu in civilnim prebivalcem, da njihovo življenje in premoženje ne bosta v nobeni nevarnosti, če se ne bodo upirali, zato so v to privolili. Hopkins je zasedel velike zaloge smodnika in drugega streliva, ki je bila tako velika, da je moral v pristanišču pridobiti dodatno ladjo, da bi prepeljal zaloge nazaj domov, ko je 17. marca odplul. Mesec dni kasneje, po kratkem spopadu s "HMS Glasgow" so se vrnili v "New London, Connecticut", bazo ameriških pomorskih operacij.

### Britanska protiofenziva v New Yorku
Po ponovnem zboru v Halifaksu v Novi Škotski, je Howe junija 1776 odplul proti New Yorku in začel izkrcavati čete na Staten Islandu blizu vhoda v pristanišče New Yorka 2. julija. Američani so 30. julija zavrnili Howeov neformalen poskus, da bi se dogovoril o miru; Washington je vedel, da je napad na mesto neizbežen in spoznal, da potrebuje informacije vnaprej, da se lahko spopade z discipliniranimi britanskimi rednimi vojaki.
12. avgusta 1776 je bilo patriot Thomasu Knowltonu naročeno, da oblikuje elitno skupino za izvidništvo in tajne misije. »Knowltonovi rangerji«, ki so vključevali Nathana Hala, je postala prva obveščevalna enota vojske. Ko je Washington pobegnil z Long Islanda je kmalu spoznal, da bo moral profesionalizirati vojaško obveščevalno službo. S pomočjo Benjamina Tallmadgea je Washington zagnal šesterico ti. "Culperjeve vohunske mreže". Trudi Washingtona in Culperjeve vohunske mreže so znatno povečali učinkovito razporeditev kontinentalnih regimentov na terenu. Med vojno je Washington porabil več kot 10 odstotkov vseh svojih vojaških sredstev za vojaško obveščevalno službo.
Washington je razdelil kontinentalno vojsko na položaje na Manhattnu in po East Riverju v zahodnem Long Islandu. 27. avgusta v "bitki za Long Island" je Howe obšel Washingtona in ga prisilil, da se umakne nazaj na Brooklyn Heights, a ni poskušal obkrožiti Washingtonovih sil. Čez noč 28. avgusta je Knox bombardiral britanske položaje. Z zavedanjem, da se soočajo z premočnimi nasprotniki, je Washington 29. avgusta ukazal zbor vojnega sveta; vsi so se strinjali, da se umaknejo na Manhattan. Washington je hitro zbral svoje čete in jih prepeljal čez East River na Manhattan na plitvih čolnih brez izgub v možeh ali oborožitvi, pri tem pa je pustil regimente generala Thomasa Mifflina kot zadnjo stražo.
Howe se je srečal z delegacijo iz Drugega kontinentalnega kongresa na septembrski mirovni konferenci, vendar se je dogovor o miru končal brez uspeha, predvsem zato, ker so britanski delegati imeli pooblastilo le za ponujanje odpuščanj in niso mogli priznati neodvisnosti. 15. septembra je Howe prevzel nadzor nad New Yorkom, ko so Britanci pristali v "Kip's Bayu" in se naslednji dan neuspešno spopadli z Američani v bitki pri Harlem Heights. 18. oktobra je Howe neuspešno poskušal obkoliti Američane v "bitki pri Pell's Point", Američani pa so se umaknili. Howe je 28. oktobra zavrnil, da bi se spopadel z Washingtonovo vojsko v bitki pri "White Plains" in namesto tega napadel hrib, ki ni imel strateške vrednosti.
Washingtonov umik je izoliral njegove preostale sile in Britanci so 16. novembra zasedli Fort Washington. Britanska zmaga tam je bil Washingtonov najbolj katastrofalen poraz z izgubo 3.000 ujetnikov. Preostali ameriški regimenti na Long Islandu so se umaknili štiri dni pozneje. General Henry Clinton je želel slediti Washingtonovi neurejeni vojski, vendar je najprej potreboval 6.000 vojakov za zasedbo "Newporta, Rhode Islanda", da bi zavaroval lojalistično pristanišče. General Charles Cornwallis je sledil Washingtonu, vendar mu je Howe naročil, naj se ustavi.
Pogled na situacijo po porazu pri Fort Washingtonu se je zdel temen za ameriško zadevo. Zmanjšana kontinentalna vojska je upadla na manj kot 5.000 mož in se še dodatno zmanjšala, ko je na koncu leta potekla prijava. Podpora okolice se je zmanjšala, morala pa je padla. 20. decembra 1776 je Drugi kontinentalni kongres zapustil revolucionarno glavno mesto Filadelfijo in se preselil v Baltimore, kjer je ostal do 27. februarja 1777. Lojalistične dejavnosti so narasle po ameriškem porazu, še posebej v državi New York.
V Londonu so novice o zmagovalni kampanji na Long Islandu naletele na dober sprejem, v prestolnici pa so potekala praznovanja. Javna podpora je dosegla vrhunec. Strateške pomanjkljivosti med patriotskimi silami so bile očitne: Washington je razdelil številčno šibkejšo vojsko pred močnejšo, njegov neizkušen štab je napačno interpretiral vojaško situacijo, ameriški vojaki pa so bežali pred sovražnikovim ognjem. Uspehi so pripeljali do napovedi, da bi Britanci lahko zmagali v enem letu. Britanci so vzpostavili zimska bivališča na območju New Yorka in pričakovali obnovitev kampanje naslednjo pomlad.

### Ponovni vzpon domoljubov
V noči 25.–26. decembra 1776, je Washington prečkal reko Delaware, vodil je silo vojakov Kontinentalne vojske iz današnje »Bucks County, Pennsylvania«, v današnjo »Mercer County, New Jersey«, v logistično zahtevni in nevarni operaciji. 
V tem času so bili henesse najemniki udeleženi v številne spopade z manjšimi skupinami domoljubov in so jih pogosto vznemirjali lažni alarmi ponoči v tednih pred bitko pri Trentonu. Do Božiča so bili utrujeni, medtem ko je močna snežna nevihta povzročila, da je njihov poveljnik, polkovnik Johann Rall domneval, da ne bo prišlo do pomembnega napada. Ob zori 26. je ameriške domoljube presenetil in premagal Ralla in njegove vojake, ki so izgubili več kot 20 mrtvih, vključno z Rallom, medtem ko je bilo zajetih 900 talcev, nemški topovi in zaloge.
Bitka pri Trentonu je obnovila moralo ameriške vojske, oživila domoljubno zadevo in razbila njihov strah pred tistim, kar so imenovali kot "hesenske najemnike". Britanski poskus, da ponovno prevzamejo Trenton je bil "odbit pri Assunpink Creek" 2. januarja; ponoči je Washington ubežal Cornwallisu in nato porazil njegovo zadnjo četo v "bitki pri Princetonu" naslednji dan. Ti dve zmagi sta pomagali prepričati Francoze, da so Američani vredni vojaški zavezniki.
Po uspehu v Princetonu je Washington odšel v zimska prebivališča v »Morristown, New Jerseyu«, kjer je ostal do maja in prejel kongresno usmeritev, da naj vsem domoljubnim vojakom na področju dajo cepivo za črne koze. Razen manjših spopadov med obema stranem, ki so se nadaljevali do marca, Howe ni poskušal napasti Američanov.

### Britanska severna strategija propade
Kampanja leta 1776 je pokazala, da bo ponovna pridobitev Nove Anglije dolgotrajen postopek, kar je privedlo do spremembe britanske strategije, da izolirajo sever s prevzemom nadzora nad "Hudson River", kar jim je omogočilo, da se osredotočijo na jug, kjer naj bi bila podpora lojalistov precejšnja. Decembra 1776 je Howe napisal kolonialnemu sekretarju Lordu Germainu in predlagal omejeno ofenzivo proti Filadelfiji, medtem ko bi se druga sila premikala po Hudsonu iz Kanade. Burgoyne je predlagal več alternativ, pri čemer je imel on odgovornost za ofenzivo, Howe pa je ostal v obrambi. Izbrana možnost je zahtevala, da vodi glavno silo proti jugu od Montreala po dolini Hudson, medtem ko je enota pod Barry St. Legerjem odšla proti vzhodu iz jezera Ontario. Obe enoti bi se srečali pri Albanyu, kar bi Howu puščalo pravico se odločiti ali se jima pridruži. Ta načrt ni upošteval logističnih težav in Burgoyne je napačno predvideval, da bo Howe ostal v obrambi in v bližini, da bi lahko pomagal; Germainovo nejasno pojasnilo je pomenilo, da se je odločil napasti Filadelfijo namesto tega in se tako oddaljil.
Z mešano silo britanskih rednih vojakov, profesionalnih nemških vojakov in kanadske milice je Burgoyne 14. junija 1777 odšel in zasedel Fort Ticonderoga 5. julija. Medtem ko se je general Horatio Gates umikal, so njegove čete blokirale ceste, uničevale mostove, zajezile potoke in izpraznile območje hrane. To je upočasnilo Burgoynovo napredovanje in ga prisililo, da je poslal številčne ekspedicije po hrano; več kot 700 britanskih vojakov je bilo ujetih pri bitki pri Benningtonu 16. avgusta. St Leger se je premaknil proti vzhodu in oblegal Fort Stanwix; kljub porazu ameriške reševalne sile pri "bitki pri Oriskanyju" 6. avgusta je Burgoyna zapustilo veliko število njegovih indijskih zaveznikov in se 22. avgusta umaknili v Quebec. Sedaj izoliran in številčno prekašan s strani Gatesa je Burgoyne nadaljeval proti Albanyju namesto da bi se umaknil v Fort Ticonderogo, prispel je v »Saratogo, New York« 13. septembra. Prosil je Clintona za podporo med gradnjo obrambnih položajev okoli mesta.
Morala med njegovimi vojaki je hitro upadla, neuspešen poskus preboja mimo Gatesa pri bitki pri Freeman Farms 19. septembra je rezultiral v 600 britanskih žrtev. Ko je Clinton javil, da ne more priti do njih, so Burgoynovi podrejeni svetovali umik; predhodnico 7. oktobra so Gatesovi vojaki odbili pri bitki pri Bemis Heights ter jih prisilili nazaj v Saratogo z velikimi izgubami. Do 11. oktobra so vsa upanja britanskega pobega izginila; nenehne padavine so tabor spremenile v "sramoto" in zaloge so bile nevarno nizke. Burgoyne se je predal 17. oktobra; okoli 6,222 vojakov, vključno z nemškimi silami pod poveljstvom generala Friedricha Adolfa Riedesela, je predalo orožje, preden so jih odpeljali v Boston, kjer so jih nameravali prepeljati v Anglijo.
Po zagotovitvi dodatnih zalog je Howe je 24. avgusta ponovno poskusil napasti Filadelfijo, ko je izkrcal svoje enote v Chesapeake Bayu. Zdaj je še dodatno zapletel neuspeh pri podpori Burgoynu, ko je zamudil ponovljeno priložnost, da uniči svojega nasprotnika: kljub temu da je 11. septembra premagal Washingtona v Bitki pri Brandywinu je nato dovolil, da se je umaknil v dobrem stanju. Potem, ko je 20. septembra razpršil ameriški odred v "bitki pri Paolu", je Cornwallis 26. septembra zasedel Filadelfijo, glavna sila 9.000 pod Howeom pa je bila stacionirana na severu pri »Germantown, Philadelphia«. Washington je napadel Howa 4. oktobra, a je bil odbit.
Da bi preprečili, da bi Howeove sile v Filadelfiji prejemale oskrbo po morju, so patrioti postavili Fort Mifflin in bližnji Fort Mercer na vzhodni in zahodni obali Delawareja ter postavili ovire v reko južno od mesta. To je podpirala majhna flota ladij na Delawareju, dopolnjena z ladjami Pensilvanije pod poveljstvom Johna Hazelwooda. Poskus Kraljeve mornarice, da zavzame trdnjave od 20. do 22. oktobra v "bitki pri Red Banku" je propadel; drugi napad je 16. novembra zavzel Fort Mifflin, medtem ko je bil Fort Mercer zapuščen dva dni kasneje, ko je Cornwallis podrl zidove. Potem, ko je zavaroval oskrbne linije je Howe poskušal privabiti Washingtona v bitko, vendar se je po nedoločenem spopadu v "bitki pri White Marsh" od 5. do 8. decembra umaknil v Filadelfijo za zimo.
19. decembra so Američani storili enako in vstopili v zimska bivališča v »Valley Forge«. Ko so se Washingtonovi domači nasprotniki spopadli z njegovo pomanjkljivostjo v uspehih na bojišču v primerjavi z Gatesovo zmago pri Saratogi, so bili tuji opazovalci, kot je Friderik Veliki, impresionirani z Washingtonovim poveljstvom pri Germantownu, ki je pokazalo odpornost in odločnost. Čez zimo so slabi pogoji, težave z preskrbo in nizko moralo povzročili 2.000 smrti, 3.000 mož pa je bilo neprimernih za službo zaradi pomanjkanja čevljev. Vendar je baron Friedrich Wilhelm von Steuben izkoristil priložnost, da uvede usposabljanje in pehotne taktike v "modelne čete" v vsakem posamičnem polku Kontinentalne vojske, ki so nato usposabljale druge čete v svojem regimentu. Kljub temu, da je bil Valley Forge le dvajset milj stran, Howe ni naredil nobenega poskusa, da bi napadel njihov kamp, kar nekateri kritiki trdijo, da bi lahko končalo vojno.

### Tuja intervencija
Kot njegovi predhodniki je tudi francoski zunanji minister Charles Gravier, comte de Vergennesleta 1763 mir obravnaval kot nacionalno sramoto in vojno kot priložnost za oslabitev Britanije. Sprva je izogibal odprtemu konfliktu, a je dovolil ameriškim ladjam, da prevažajo tovor v francoskih pristaniščih, kar je bilo tehnično kršenje nevtralnosti. Vergennes je prepričal  Ludvika XVI. Francoskega, da je v tajnosti financiral »Roderigue Hortalez and Company« ki je nabavljalo strelivo za patriote, prevažano v nevtralnih nizozemskih ladjah in uvoženo skozi otok Sveti Evstahij na Karibih.
Mnogi Američani so nasprotovali francoskemu zavezništvu, saj so se bali "zamenjati eno tiranijo z drugo", vendar se je to spremenilo po vrsti vojaških neuspehov v začetku leta 1776. Ker Francija ni imela ničesar za pridobiti, če bi se kolonije spravile z Britanijo, je imela kongres tri možnosti: sklenitev miru pod britanskimi pogoji, nadaljevanje boja na lastno pest ali razglasitev neodvisnosti, ki jo jamči Francija. Čeprav je imela Deklaracija neodvisnosti široko podporo javnosti, je več kot 20% kongresnikov glasovalo proti zavezništvu s Francijo. Kongres se je z obotavljanjem strinjal s pogodbo in ko se je vojna začela obračati v njihovo korist je vse bolj izgubljal zanimanje zanjo.
Silas Deane je bil poslan v Pariz, da začne pogajanja z Vergennesom, katerih ključni cilji so bili zamenjava Britanije kot glavnega trgovskega in vojaškega partnerja ZDA ter zaščita Francoske Zahodne Indije pred ameriško širitvijo. Ti otoki so bili izjemno dragoceni; leta 1772 je vrednost sladkorja in kave, ki jo je proizvedel Saint-Domingue, presegla vrednost vseh ameriških izvozov skupaj. Pogovori so počasi napredovali do oktobra 1777, ko sta britanski poraz pri Saratogi in njihova navidezna pripravljenost na pogajanja o miru prepričala Vergennesa, da lahko le trajno zavezništvo prepreči "katastrofo" anglo-ameriškega zbliževanja. Zagotovila o formalni francoski podpori so kongresu omogočila, da je zavrnil mirovno komisijo Carlisleja in vztrajal pri nič manj kot pri popolni neodvisnosti..
6. februarja 1778 sta Francija in Združene države podpisali »Pogodbo o prijateljstvu in trgovini«, ki je urejal trgovino med obema državama, sledila pa je obrambna vojaška zaveza proti Britaniji, "Pogodba o zavezništvu (1778)". V zameno za francoska jamstva o ameriški neodvisnosti se je kongres zavezal, da bo ščitil njihove interese v Zahodni Indiji, medtem ko sta se obe strani strinjali, da ne bosta sklenili ločenega mira; konflikt glede teh določil bo vodil do »Quasi-Vojne« od 1798 do 1800. Karel III. Španski je bil povabljen, da se pridruži pod istimi pogoji, vendar je to zavrnil, predvsem zaradi skrbi o vplivu revolucije na španske kolonije v Ameriki. Španija se je večkrat pritoževala nad vdorom ameriških naseljencev v Louisiano, kar je bil problem, ki bi se lahko le še poslabšal, ko bi ZDA nadomestile Britanijo.
Čeprav je Španija na koncu pomembno prispevala k ameriškemu uspehu, je v pogodbi iz Aranjueza (1779) Karel III. Španski pristal, da bo podprl francosko vojno z Britanijo samo zunaj Amerike v zameno za pomoč pri obleganju Gibraltarja, Menorce in Španske Floride. Pogoji so bili zaupni, saj so se nekateri bili v nasprotju z ameriškimi cilji; na primer, Francozi so zahtevali izključni nadzor nad ribolovom trske v Newfoundlandu, kar ni bilo sprejemljivo za kolonije, kot je bil Massachusetts. Eden manj znanih učinkov te pogodbe je bilo trajno ameriško nezaupanje do 'tujih vpletanj'; ZDA ne bodo podpisale druge pogodbe z Francijo, dokler niso sklenile NATO pogodbe leta 1949. To je bilo zato, ker so se ZDA strinjale, da ne bodo sklenile miru brez Francije, medtem ko je pogodba iz Aranjueza Francijo zavezala, da se bo borila, dokler Španija ne pridobi Gibraltarja, kar je dejansko postavilo pogoj za neodvisnost ZDA brez vednosti kongresa.
Za spodbujanje francoske udeležbe v boju za neodvisnost je ameriški predstavnik v Parizu Silas Deane obljubil napredovanje in poveljniške položaje kateremukoli francoskemu vojaškemu uradniku, ki se je pridružil Kontinentalni vojski. Tak častnik je bil Gilbert du Motier, Marquis de Lafayette, ki ga je Kongres na predlog Deana imenoval za generalmajorja, 31. julija 1777.
Ko se je vojna začela, je Britanija poskušala najeti nizozemsko "Škotsko brigado" za službo v Ameriki, a je pro-patriotsko razpoloženje pripeljalo Republiko Nizozemske do zavrnitve. Čeprav republika ni bila več velika sila je pred letom 1774 še vedno dominirala v evropskem transportnem trgovanju, nizozemski trgovci pa so dosegli velike dobičke pri prevozu francoskega streliva patriotskim silam. To se je končalo, ko je Britanija napovedala vojno decembra 1780, konflikt, ki je bil katastrofalen za nizozemsko gospodarstvo.
Britanska vlada ni upoštevala moči ameriške trgovske mornarice in podpore evropskih držav, kar je kolonijam omogočilo uvoz municije in nadaljnje trgovanje z relativno brezskrbnostjo. Medtem ko so se tega dobro zavedali, je administracija lorda Northa odložila postavitev Kraljeve mornarice v vojaško stanje zaradi stroškov; to je preprečilo uvedbo učinkovite blokade. Tradicionalna britanska politika je bila zaposliti evropska zavezništva na kopnem, da bi odvrnili nasprotnike; leta 1778 so bili diplomati izolirani in se soočali z vojno na več frontah.
Medtem, ko je Jurij III obupal pri podjarmljenju Amerike, je imela Britanija evropsko vojno, ki jo je morala voditi. Niti ni želel vojne s Francijo, vendar je britansko zmago nad Francijo v sedemletni vojni smatral za razlog verjeti v končno zmago nad Francijo tudi v tej vojni. Britanija je nato spremenila svoj fokus na Karibsko prizorišče, in odvrnila glavne vojaške vire od Amerike.

### Zastoj na severu
Na koncu leta 1777 je Howe odstopil in bil nadomeščen z Henryjem Clintonom 24. maja 1778; ob vstopu Francije v vojno je prejel ukaz, naj konsolidira svoje sile v New Yorku. 18. junija so Britanci zapustili Filadelfijo, Američani pa so jih lovili; Bitka pri Monmouthu 28. junija je bila neodločena, a je dvignila moralo Patriotov. Tisto polnoč je novi Clinton nadaljeval svojo pot nazaj v New York. Francoska pomorska sila pod admiralom Charlesom Henrijom Hector d'Estaingom je bila poslana, da pomaga Washingtonu; ker je New York veljal za prevelik cilj, so avgusta sprožili skupni napad na Newport, pri čemer je general John Sullivan poveljeval kopenskim silam. Posledična bitka pri Rhode Islandu je bila nedoločena; po hudem uničenju zaradi nevihte so se Francozi umaknili, da bi se izognili ogrožanju svojih ladij.
Dodatne aktivnosti so bile omejene na britanske napade v bitki pri Chestnut Necku in Little Egg Harborju" oktobra. Julija 1779 so Američani zajeli britanske položaje pri bitki pri Stony Point in bitki pri Paulus Hook. Clinton je neuspešno poskušal prevarati Washington v odločilni obračun, ko je poslal generala Williama Tryona na napad na Connecticut. Julija je velika ameriška pomorska operacija »Penobscot Expedition« poskušala zavzeti Maine, vendar je bila poražena.
Vztrajni irokoški napadi v New Yorku in Pensilvaniji so privedli do kazenske Sullivanove ekspedicije od julija do septembra 1779. Vključevala je več kot 4.000 patriotov, strategija požgane zemlje je uničila več kot 40 irokeških vasi in 160.000 bušelov (merska enota 25,4016 kg za bušel koruze) koruze, kar je pustilo Irokeze brez hrane in uničilo irokoško konfederacijo kot neodvisno silo na ameriški meji. Vendar se je 5.000 Irokezov umaknilo v Kanado, kjer so ob podpori Britancev nadaljevali svoje napade.
Med zimo 1779–1780 je Kontinentalna vojska trpela večje težave kot v Valley Forge. Morala je bila slaba, javna podpora je upadla, »kontinentalni dolar« je bil praktično brez vrednosti, vojska je imela težave s preskrbo, dezertacije so bile pogoste in uporniške dogodke so zabeležili v pennsylvanijskih in new jerseyskih regimentih zaradi razmer.
Junija 1780 je Clinton poslal 6.000 mož pod Wilhelmom von Knyphausenom, da bi ponovno zasedli New Jersey, vendar so jih ustavili lokalni pripadniki milice v bitki pri Connecticut Farms, čeprav so se Američani umaknili, je Knyphausen čutil, da ni dovolj močan za spopad z Washingtonovo glavno silo in se umaknil. Drugi poskus dva tedna kasneje se je končal z britanskim porazom v bitki pri Springfieldu, kar je učinkovito končalo njihove ambicije v New Jerseyju. Julija je Washington imenoval Benedicta Arnolda za poveljnika West Pointa; njegov poskus izdaje utrdbe Britancem je neuspešno končal zaradi nekompetentnega načrtovanja in zarota je bila razkrita, ko je njegov britanski stik John André bil ujet in usmrčen. Arnold je pobegnil v New York in zamenjal strani, dejanje je upravičil v brošuri naslovljeni "To the Inhabitants of America"; patrioti so obsodili njegovo izdajo, medtem ko je bil skoraj prav tako nepriljubljen med Britanci.

### Vojna na jugu
Južna strategija je bila razvita s strani lorda Germaina na podlagi informacij iz londonskih lojalistov, vključno z Josephom Gallowayem. Lojalisti iz ameriških kolonij so trdili, da ni smiselno bojevati se proti patriotom na severu, kjer so bili najmočnejši, medtem ko je bila ekonomija Nove Anglije odvisna od trgovine z Britanijo. Po drugi strani so davki na tobak naredili jug za Britanijo precej bolj dobičkonosen, medtem ko je lokalna podpora pomenila, da je bilo za njegovo varovanje potrebnega malo rednih vojakov. Zmaga bi pustila okrnjene Združene države, ki bi se soočale z britanskimi posestmi na jugu, severu in zahodu; vzhodna obala ZDA bi bila pod nadzorom Kraljevske mornarice, Kongres pa bi bil prisiljen pristati na pogoje. Vendar so se predpostavke o ravni lojalistične podpore izkazale za izjemno optimistične.
Germain je ukazal Augustinu Prévostu, britanskemu poveljniku v vzhodni Floridi, da napreduje v  Georgio decembra 1778. Polkovnik Archibald Campbell, izkušen vojaški častnik, je zajel Savannah 29. decembra 1778. Rekrutiral je lojalistično milico, skoraj 1.100 mož, mnogi od njih pa so se domnevno pridružili šele potem, ko jim je Campbell grozil z zaplembo njihovega premoženja. Slaba motivacija in usposabljanje sta jih naredila za nezanesljive enote, kar se je izkazalo z njihovim porazom proti patriotom v "bitki pri Kettle Creeku" 14. februarja 1779, čeprav je to omilila britanska zmaga v "bitki pri Brier Creeku" 3. marca.
Junija 1779 je Prévost začel neuspešen napad na Charlestonu, preden se je umaknil v Savannah, z operacijo znano po razvpitem plenjenju britanskih vojakov, kar je razjezilo tako lojaliste kot patriote. Oktobra je skupna francoska in ameriška operacija pod d'Estaingom in generalom Benjaminom Lincolnom neuspešno poskušala ponovno osvojiti Savannah. Prévosta je zamenjal lord Cornwallis, ki je prevzel odgovornost za Germainovo strategijo; kmalu je spoznal, da so ocene podpore lojalistov precej precenjene in da potrebuje veliko več rednih enot.
Okrepljene s Clintonom so Cornwallisove enote osvojile Charleston maja 1780, kar je povzročilo najhujši poraz patriotov v vojni; zajetih je bilo več kot 5.000 vojakov, Kontinentalna vojska na jugu pa je bila dejansko uničena. 29. maja je polkovnik Banastre Tarleton z pretežno lojalistično enoto porazil enoto Kontinentalne vojske, skoraj trikrat močnejšo, pod polkovnikom Abrahamom Bufordom v  "bitki pri Waxhawsu". Bitka je sporna zaradi obtožb o pokolu, ki so bile kasneje uporabljene kot rekrutacijsko orodje s strani patriotov.
Clinton se je vrnil v New York, medtem ko je Cornwallis nadzoroval jug; kljub uspehu sta se moška komaj še pogovarjala. Južna strategija je bila odvisna od lokalne podpore, toda ta je bila oslabljena s serijo prisilnih ukrepov. Prej so zajete patriote poslali domov potem, ko so prisegli, da ne bodo dvignili orožja proti kralju; zdaj so morali bojevati proti svojim nekdanjim tovarišem, medtem ko je zaplemba plantaž, ki so pripadale patriotom, pripeljala nekdanje nevtralne velike posestnike do tega, da so se pridružili njim. Spopadi  "bitki pri Williamsonovi plantaži", "Cedar Springs", "bitki pri Rocky Mountu" in "bitki pri Hanging Rocku" so signalizirali široko upiranje novim prisegam po vsej Južni Karolini.
Julija 1780 je Kongres imenoval Gatesa za poveljnika na jugu; Cornwallis ga je porazil v "bitki pri Camdenu" 16. avgusta, kar je Cornwallisu omogočilo, da vstopi v Severno Karolino. Kljub uspehu na bojišču britanske enote niso mogle nadzorovati podeželja in napadi patriotov so se nadaljevali; preden se je premaknil na sever, je Cornwallis poslal lojalistično milico pod majorjem Patrickom Fergusonom, da zaščiti njegovo levo krilo, kar je naredilo njihove enote preveč oddaljene, da bi si nudile medsebojno podporo. V začetku oktobra je Ferguson bil poražen v "bitki pri Kings Mountain", kar je razbilo organiziran lojalistični odpor v regiji. Kljub temu je Cornwallis nadaljeval v Severno Karolino, upajoč na podporo lojalistov, medtem ko je Washington zamenjal Gatesa z generalom Nathanael Greeneom decembra 1780.
Greene je razdelil svojo vojsko, vodil je svoje glavne sile proti jugovzhodu, pri tem ga je zasledoval Cornwallis. Prav tako je Greene poslal oddelek vojske proti jugozahodu pod Danielom Morganom, ki je porazil Tarletonovo britanske legijo v "bitki pri Cowpensu" 17. januarja 1781, skoraj ga je izbrisal kot vojno silo. Patriotom je zdaj pripadla vojna iniciativa na jugu, razen napada na Richmond, ki ga je vodil Benedict Arnold januarja 1781. Greene je vodil Cornwallisa na serijo pohodov po Severni Karolini; do začetka marca so bili Britanci izčrpani in primanjkovalo jim je zalog, zato je Greene čutil, da je dovolj močan, da se bori v "bitki pri Guilford Court House" 15. marca. Kljub zmagi je Cornwallis utrpel hude izgube in se umaknil v »Wilmington, Severno Karolino«, v iskanju zalog in okrepitev.
Patriotom je zdaj pripadal nadzor nad večino Karolin in Georgije zunaj obalnih območij; po manjšem porazu pri "bitki pri Hobkirk's Hillu" so 15. aprila ponovno zavzeli Fort Watson in Fort Motte. 6. junija je brigadir Andrew Pickens zavzel Augusto in tako pustil Britance v Georgiji izolirane v Charlestonu in Savani. Predpostavka, da bodo lojalisti opravili večino bojev, je Britance pustila brez vojakov, zmagovalna bojišča pa so prišla s stroški izgub, katerih niso mogli nadomestiti. Kljub temu, da so zadržali Greenov napredek v "bitki pri Eutaw Springs" 8. septembra, se je Cornwallis umaknil v Charleston in tako pustil medel vtis svoje kampanje.

### Zahodna kampanja
Od začetka vojne je Bernardo de Gálvez, 1st Viscount of Galveston, guverner španske Louisiane omogočil Američanom, da uvažajo zaloge in municijo v New Orleans, nato pa jih pošljejo v Pittsburgh v Pensilvaniji. To je nudilo alternativno transportno pot za Kontinentalno vojsko, ki je obšla britansko blokado atlantske obale.
Februarja 1778 je bila ekspedicija milice, ki je nameravala uničiti britanske vojaške zaloge v naseljih ob Cuyahoga reki ustavljena zaradi slabega vremena. Kasneje v letu je bila izvedena druga kampanja za prevzem "Illinois Country" od Britancev. Virginijska milica, kanadski naseljenci ter indijanski zavezniki pod poveljstvom polkovnika Georga Rogersa Clarka so 4. julija zavzeli "Kaskaskio, Illinois" in nato zagotovili "Vincennes, Indiana", čeprav je Vincennes ponovno osvojil guverner Quebeca Henry Hamilton. Španski trgovec s krznom Francis Vigo, ameriškeki simpatizer, je Clarka opozoril na grožnjo, ki jo je predstavljala Hamiltonova pozicija za njegovo kontrolo nad zahodom in v začetku leta 1779 so Virginijci napadli ter ujeli Hamiltona med "obleganjem Fort Vincennesa" . Clark je zagotovil zahodni britansko Quebec kot tudi ameriški "Northwest Territory" v Pariškem sporazumu (1783), ko se je Revolucionarna vojna končala.
Ko se je Španija pridružila vojni Francije proti Britaniji v Anglo-Francoski vojni leta 1779, je njihov sporazum posebej izključil špansko vojaško delovanje v Severni Ameriki. Kasneje tistega leta je Gálvezkljub temu začel ofenzivne operacije proti britanskim postojankam. Najprej je zajel "Baton Rouge v Louisiani" in Fort Bute ter "Natchez, Mississippi" ter zajel pet trdnjav. S tem je Gálvez odprl plovbo po reki Mississippi proti ameriškemu naselju v Pittsburghu v Pensilvaniji.
Dne 25. maja 1780 je britanski polkovnik Henry Bird napadel Kentucky kot del širše operacije za čiščenje ameriškega upora od Quebeca do Mehiškega zaliva. Njihov napredovanje proti New Orleansu je bilo odbito s strani španskega guvernerja Gálvezove ofenzive v "Mobilu, Alabama". Hkrati so britanski napadi bili odbiti v "bitki pri St. Louisu v Misuriju" s strani španskega podguvernerja Fernanda de Leyba in pri "Cahokiji v  Illinoisu" s strani podpolkovnika Clarka. Britanska iniciativa pod Birdom iz Detroita se je končala ob govoricah o Clarkovem približevanju. Obseg nasilja v dolini reke Licking je bilo ekstremno "tudi za standarde ob meji." To je prepričalo do angleška in nemška naselja, da so se pridružili Clarkovi milici, ko so se Britanci in njihovi najemniki nemški vojaki umaknili v področja Velikih jezer. Američani so se odzvali z obsežno ofenzivo vzdolž reke Mad avgusta, ki je bila uspešna v "bitki pri Piqui", vendar ni končala indijanskih napadov.
Francoski vojak Augustin de La Balme je vodil kanadsko milico v poskusu zasedbe Detroita, vendar so se razpršili, ko so Indijanci plemena Miami pod vodstvom poglavarja Little Turtle napadli naseljence, ki so kampirali, 5. novembra. Vojna na zahodu je obtičala z britansko garnizijo, ki je sedela v Detroitu in Virginijci, ki so širili zahodne naselitve severno od reke Ohio, kljub nasprotovanju Indijancev, ki so bili zavezani Britancem.
Leta 1781 sta Galvez in Pollock vodila kampanjo proti vzhodu ob obali Mehiškega zaliva za zagotovitev Zahodne Floride, vključno z od Britancev zasedenima Mobilomom in Pensacolo. Španske operacije so oslabile britansko oskrbo z orožjem britanskim indijanskim zaveznikom, kar je dejansko prekinilo vojaško zavezništvo za napad na naseljence med reko Mississippi in Apalaškimi gorami.
Leta 1782 so obsežni povračilni ukrepi med naseljenci in domačimi američani v regiji vključevali "Gnadenhutten pokol" in "Crawfordovo odpravo". "Bitka pri Blue Licks" leta 1782 je bila ena zadnjih večjih bitk vojne. Novice o pogodbi med Veliko Britanijo in Združenimi državami so prišle konec tega leta. Do takrat je bilo približno 7% naseljencev v Kentuckyu ubitih v bitkah proti domačim američanom, kar je v nasprotju s 1% prebivalstva, ki je bilo ubitih v Trinajstih kolonijah. Dolgotrajna zamere so pripeljale do nadaljnjih bojev na zahodu potem, ko se je vojna uradno končala.

### Britanski poraz
Clinton je večino leta 1781 preživel v New Yorku; ni uspel oblikovati koherentne operativne strategije, deloma zaradi svoje težavne zveze z admiralom Marriotom Arbuthnotom. V "Charlestonu, Južna Karolina" je Cornwallis neodvisno razvil agresiven načrt za kampanjo v Virginiji, s katerim je upal izolirati Greenovo vojsko v Karolinah in povzročiti kolaps upora patriotov v južnih Združenih državah. To strategijo je odobril lord Germain v Londonu, vendar Clinton o tem ni bil obveščen.
Washington in Jean-Baptiste Donatien de Vimeur de Rochambeau sta razpravljala o svojih možnostih: Washington je hotel napasti Britance v New Yorku, Rochambeau pa je želel napasti v Virginiji, kjer so bile Cornwallisove sile manj utrjene. Washington je na koncu popustil, Lafayette je pa odšel s kombinirano francosko-ameriško silo v Virginijo. Clinton je njegove premike napačno razumel kot priprave na napad na New York in je Cornwallisu naročil, naj vzpostavi utrjeno pomorsko bazo, od koder bi Kraljeva mornarica vkrcalabritanske čete, da bi pomagali pri obrambi New Yorka.
Ko je Lafayette vstopil v Virginijo je Cornwallis upošteval Clintonove ukaze in se umaknil v "Yorktown, Virginia", kjer je zgradil močne obrambe konstrukcije in čakal na evakuacijo. Sporazum španske mornarice o obrambi Francoske Zahodne Indije je omogočil admiralu Françoius Josephu Paulu de Grasseu, da se preseli na Atlantsko obalo, kar Arbuthnot ni predvideval. To je Lafayetteu zagotovilo pomorsko podporo, medtem ko je neuspeh prejšnjih skupnih operacij v "Newport, Virginia" in "Savannah, Georgia" pomenil, da je bila njihova usklajenost načrtovana bolj skrbno. Kljub ponovnim pozivom svojih podrejenih Cornwallis ni poskušal napasti Lafayettea, preden je lahko vzpostavil oblegalne črte. Pričakujoč, da bo umaknjen v nekaj dneh je tudi zapustil zunanje obrambe, ki so jih takoj zasedli oblegovalci in pospešili britanski poraz.
31. avgusta je flota Kraljeve mornarice pod Thomasom Gravesom, 1st Baron Graves zapustila New York in se odpravila proti Yorktownu. Po pristanku četa in streliva za oblegovalce 30. avgusta je de Grasse ostal v Chesapeake Bay in ga prestregel 5. septembra; čeprav je bila "bitka pri Chesapeake" nedoločena glede izgub, je bil Graves prisiljen v umik, kar je Cornwallisa izoliralo. Poskus prebega čez "York River (Virginia" pri "Gloucester Point" je propadel zaradi slabega vremena. Pod močnim bombardiranjem z vse manj vojnega materiala in hrane je Cornwallis 16. oktobra poslal odposlance k generalu Washingtonu, da bi se dogovoril o predaji; po dvanajstih urah pogajanj so se pogoji predaje dokončno določili naslednji dan. Odgovornost za poraz je bila predmet ostre javne razprave med Cornwallisom, Clintonom in Germainom. Clinton je na koncu prevzel večji del krivde in večino preostalega življenja preživel v relativni anonimnosti.
Po Yorktownu je ameriškim silam bil dodeljen za nadzor nad premirjem med Washingtonom in Clintonom, sprejetim za lažji odhod britanskih sil po zakonu parlamenta iz januarja 1782, ki je prepovedoval nadaljnje britanske ofenzivne akcije v Severni Ameriki. Britansko-ameriška pogajanja v Parizu so privedla do podpisanih preliminarnih sporazumov novembra 1782, ki so priznali neodvisnost ZDA. Sprejeti kongresionalni vojni cilj, britanski umik iz Severne Amerike in odstop teh regij ZDA, je bil izveden v etapah v mestih ob Vzhodni obali.
Na jugu ZDA sta generala Greene in Wayne opazovala, kako Britanci umikajo svoje enote iz Charlestona 14. decembra 1782. Lojalistični belci, svobodni črnci in zvesti s sužnji so bili prepeljani v Nove Škotske in britanske Zahodne Indije. Zavezniški Indijanci britanskih sil in nekateri osvobojeni črnci, ki so ostalo, so neopaženi pobegnili skozi ameriške vrste.
9. aprila 1783 je Washington izdal ukaze, da "vsi akti sovražnosti" takoj prenehajo. Tistega dne je Carleton, po dogovoru z Washingtonom, izdal podoben ukaz britanskim silam. Po navodilih kongresne resolucije z dne 26. maja 1783 so bili vsi podčastniki in vojaki odpuščeni na dopust "k svojim domovom" do "končnega miru", ko bodo samodejno odpuščeni iz vojske. Ameriške vojske so bile neposredno razpuščene na terenu od Washingtonovih generalnih ukazov z dne 2. junija 1783. Ko je bil 3. septembra 1783 podpisan Pariški sporazum z Britanijo je Washington odstopil kot vrhovni poveljnik Kontinentalne vojske. Britanska okupacija New Yorka se je zaključila 25. novembra 1783 ob odhodu Clintonovega naslednika generala Sir Guya Carletona.

## Strategija in poveljniki
Da bi zmagali v svoji vstaji, so morali Washington in Kontinentalna vojska preživeti britansko voljo do boja. Da bi obnovili kolonialno Britansko Ameriko, so morali Britanci hitro poraziti Kontinentalno vojsko in prisiliti Drugi kontinentalni kongres, da umakne svoje trditve o samoupravi. Zgodovinar Terry M.Mays of v svojem delu "The Citadel" identificira tri ločene vrste vojne med revolucijsko vojno. Prva je bila kolonialni konflikt, v katerem so bila nasprotovanja nasproti imperialni trgovinski regulaciji prav tako pomembna kot davčna politika. Druga je bila državljanska vojna med ameriškimi domoljubi, ameriškimi lojalisti in tistimi, ki so raje ostali nevtralni. Še posebej na jugu je bilo mnogo bitk med domoljubi in lojalisti brez britanske udeležbe, kar je vodilo do delitev, ki so se nadaljevale po dosegi neodvisnosti.
Tretji element je bila globalna vojna med kraljestvom Francije, kraljestvom Španije, Nizozemsko republiko in Kraljevino Velike Britanije, pri čemer je Amerika igrala vlogo enega od več različnih vojaških prizorišč. Po vstopu v revolucijsko vojno leta 1778 je Francija Američanom zagotovila denar, orožje, vojake in pomorsko pomoč, medtem ko so francoske čete borile pod ameriškim poveljstvom v Severni Ameriki. Čeprav se Španija uradno ni pridružila vojni v Ameriki, je zagotovila dostop do reke Mississippi in zajela britanske posesti ob Mehiškem zalivu, kar je onemogočilo pomorske baze Kraljevi mornarici, je ponovno zasedla Menorco ter oblegala Gibraltar v Evropi. Čeprav Nizozemska republika pred letom 1774 ni bila več velika sila, je še vedno prevladovala v evropskem pomorskem trgovanju, nizozemski trgovci pa so dosegali visoke dobičke s prevaženjem francoskega streliva domoljubom. To se je končalo, ko je Britanija decembra 1780 razglasila vojno, konflikt pa se je izkazal za katastrofalnega za nizozemsko gospodarstvo.

### Ameriška strategija
Drugi celinski kongres bi imel koristi, če bi se revolucija razvila v dolgotrajno vojno. Prebivalstvo kolonialnih držav je bilo večinoma uspešno in je bilo odvisno od lokalne pridelave hrane in oskrbe, ne pa od uvoza iz Britanije. Trinajst kolonij se je raztezalo po večini atlantske obale Severne Amerike, dolge približno 1.000 mi (1.600 km). Večina kolonialnih kmetij je bila oddaljena od morskih pristanišč in nadzor nad štirimi ali petimi glavnimi pristanišči ni dal Britaniji nadzora nad ameriškimi notranjimi območji. Vsaka država je imela vzpostavljene interne distribucijske sisteme. Motivacija je bila prav tako velika prednost: vsako kolonialno glavno mesto je imelo svoje lastne časopise in tiskarje, domoljubi pa so uživali večjo priljubljenost kot lojalisti. Britanija je upala, da bodo lojalisti opravili večino bojevanja, a so ugotovili, da se lojalisti niso vključili tako učinkovito in množično, kot so si želeli.

#### Kontinentalna vojska
Ko se je začela revolucijska vojna drugemu celinskemu kongresu ni primanjkovalo profesionalne vojske ali mornarice. Vendar pa je vsaka kolonija imela dolgo uveljavljen sistem lokalnih milic, ki so bile bojno preizkušene v podporo britanskim rednim enotam med francosko-indijansko vojno. Kolonialne državne skupščine so neodvisno financirale in nadzorovale svoje lokalne milice.
Pripadniki milice so bili slabo oboroženi, imeli so malo usposabljanja in običajno niso nosili uniform. Njihove enote so služile le nekaj tednov ali mesecev in so jim manjkale izkušnje ter disciplina bolj usposobljenih vojakov. Lokalna okrožna milica je bila nerazpoložena, da bi potovala daleč od doma in ni bila na voljo za daljša delovanja. Da bi to nadomestili je kontinentalni kongres je 14. junija 1775 ustanovil redno vojsko, znano kot Kontinentalna vojska, ki se je izkazala za izvor sodobne vojske ZDA in imenoval Washingtona za njenega poveljnika. Vendar je utrpela velike izgube zaradi pomanjkanja učinkovitega programa usposabljanja in večinoma neizkušenih častnikov. Vsaka državna zakonodaja je imenovala častnike za okrožne in državne milice ter njihove regimentalne kontinentalne črte; čeprav je moral Washington sprejeti imenovanja kongresa, je imel pravico izbrati in poveljevati svojim lastnim generalom, kot je bil nadarjeni Nathanael Greene, njegov vodja topništva Henry Knox in Alexander Hamilton, šef štaba. Eden od Washingtonovih najuspešnejših častnikov za urjenje rekrutov je bil Steuben, veteran pruskega generalštaba, ki je napisal "Priročnik za vojno urjenje". Razvoj kontinentalne vojske je bil vedno v teku in Washington je med vojno uporabljal tako svoje redne enote kot tudi državne milice; ko so bili pravilno zaposleni, je kombinacija omogočila, da so preobremenili manjše britanske sile, kot so to storili v bitkah pri Concordu, Bostonu, Benningtonu in Saratogi. Obe strani sta uporabljali partizansko vojno, vendar so državne milice učinkovito zatrle lojalistično dejavnost, ko britanske redne enote niso bile na tistem območju.
Washington je oblikoval splošno vojaško strategijo v sodelovanju s kongresom, ustanovil načelo civilne nadvlade v vojaških zadevah, osebno rekrutiral svoj višji korpus uradnikov in ohranjal vse posamezne države osredotočene na skupen cilj. Washington je sprva zaposloval neizkušene uradnike in neusposobljene čete v fabijanskih strategijah namesto da bi tvegali frontalne napade proti britanskim poklicnim silam. V teku vojne je Washington izgubil več bitk, kot jih je dobil, vendar nikoli ni predal svojih čet in je ohranjal bojno silo nasproti britanskim armadam.
Po evropskih merilih so bile vojske v Ameriki relativno majhne, omejene zaradi pomanjkanja zalog in logistike. Britanci so bili omejeni zaradi logistične težavnosti prevoza enot čez Atlantski ocean in zaradi odvisnosti od lokalnih zalog. Washington nikoli ni neposredno poveljeval več kot 17.000 možem, kombinirana francosko-ameriška vojska v odločilni ameriški zmagi pri Yorktownu pa je imela le približno 19.000 mož. Na začetku leta 1776 so Patriotske sile obsegale 20.000 mož, pri čemer je dve tretjini predstavljala kontinentalna vojska in tretjina državne milice. Približno 250.000 ameriških moških je služilo v rednih enote ali kot milica za revolucionarni cilj med vojno, vendar nikoli ni bilo več kot 90.000 mošž pod orožjem ob kateremkoli času.
Na splošno ameriški častniki nikoli niso dosegli enake ravni kot njihovi britanski nasprotniki v taktiki in manevrih ter so izgubili večino bojev. Velike zmage pri Bostonu (1776), Saratogi (1777) in Yorktownu (1781) so bile dosežene s tem, da so Britance ujeli daleč od baze z večjim številom vojakov. Po letu 1778 je bila Washingtonova vojska preoblikovana v bolj disciplinirano in učinkovito silo, večinoma kot rezultat vojaškega usposabljanja Barona von Steubena. Takoj po tem, ko je Kontinentalna vojska izšla iz Valley Forge junija 1778 je dokazala svojo sposobnost, da se primerja z vojaškimi zmožnostmi Britancev v bitki pri Monmouthu, vključno z črnim Rhode Island polkom, ki so uspešno odbile britanski napad z bajoneti in nato prvič v zgodovini Washingtonove vojske prešle v protinapad proti Britancem. Po bitki pri Monmouthu je Washington spoznal, da ni potrebno reševati celotnih mest, temveč da je bolj pomembno ohraniti svojo vojsko in ohranjati revolucionarni duh. Washington je obvestil Henrya Laurensa, takratnega predsednika Drugega kontinentalnega kongresa, "da posedovanje naših mest, dokler imamo vojsko na terenu, Britancem ne bo prineslo dosti koristi."
Čeprav je bil Kontinentalni kongres odgovoren za vojaške napore in je zagotavljal zaloge vojakom, je Washington prevzel odgovornost za pritiskanje na kongres in državne zakonodajalce, da zagotovijo nujne potrebe vojne; skoraj nikoli jih ni bilo dovolj. Kongres se je razvil v svojem preverjanju delovanja odborov in ustanovil Odbor za vojno, ki je vključeval člane vojske. Ker je bil Odbor za vojno tudi odbor, ki se je soočal z lastnimi notranjimi postopki, je kongres ustvaril tudi mesto sekretarja za vojno ter v februarju 1781 imenoval generalmajorja Benjamina Lincolna na to mesto. Washington je tesno sodeloval z Lincolnom, da bi usklajeval civilne in vojaške oblasti ter prevzel odgovornost za usposabljanje in oskrbo vojske.

#### Kontinentalna mornarica
Med prvo poletno vojno je Washington začel opremljati škune in druga majhna morska plovila, da bi napadal ladje, ki so oskrbovale Britance v Bostonu. Drugi kontinentalni kongres je 13. oktobra 1775 ustanovil Kontinentalno mornarico in imenoval Eseka Hopkinsa za njenega prvega poveljnika; večino vojne je Kontinentalna mornarica vključila le peščico majhnih fregat in šalup, ki so jih podpirali privatniki. 10. novembra 1775 je kongres odobril ustanovitev kontinentalnih marincev, ki so se na koncu razvili v Korpus mornariške pehote Združenih držav Amerike.
John Paul Jones je postal prvi ameriški pomorski junak, ko je 24. aprila 1778 ujel ladjo HMS Drake, kar je bila prva zmaga za katero koli ameriško vojaško plovilo v britanskih vodah. Zadnjo takšno zmago je dosegla fregata USS Alliance pod poveljstvom kapitana Johna Barryja. 10. marca 1783 je Alliance presegla HMS Sybil v 45-minutnem dvoboju, medtem ko je spremljala špansko zlato iz Havane do kongresa v Filadelfije. Po Yorktownu so bila vsa plovila ameriške mornarice prodana ali podarjena; to je bilo prvič v zgodovini Amerike, da ni imela bojne sile na odprtem morju.
Kongres je predvsem pooblastil privatnike, da bi znižal stroške in izkoristil veliko število kolonialnih mornarjev v Britanskem imperiju. Skupaj je bilo 1.700 plovil, ki so uspešno ujela 2.283 sovražnih plovil, da bi škodila britanskemu prizadevanju in se obogatila s prihodki od prodaje tovora in samega plovila. Med vojno je približno 55.000 mornarjev služilo pri ameriških privatnikih.

### Francija
Na začetku vojne so Američani imeli malo pomembnih mednarodnih zaveznikov, saj je večina držav čakala, da vidijo, kako se bo konflikt razvil. Sčasoma je Kontinentalna vojska vzpostavila svojo vojaško kredibilnost. Bitke, kot so bitka pri Benningtonu, bitke pri Saratogi in celo porazi, kot je bitka pri Germantownu, so se izkazale za odločilne pri pridobivanju podpore močnih evropskih narodov, vključno s Francijo, Španijo in Nizozemsko republiko; Nizozemci so prešli od prikritega dobavljanja orožja in zalog Američanom v odkrito podporo.
Odločilna ameriška zmaga pri Saratogi je prepričala Francijo, ki je že dolgo bila rival Britaniji, da je Američanom ponudila pogodbo o prijateljstvu in trgovini. Obe naroda sta se prav tako strinjala o obrambni pogodbi "Zaveze za zaščito svoje trgovine" in sta prav tako garantirali ameriško neodvisnost od Britanije. Da bi ZDA pritegnili kot francoskega vojaškega zaveznika je bila pogodba pogojena z britanskim začetkom vojne proti Franciji, da bi ji preprečila trgovanje z ZDA. Španija in Nizozemska republika sta bili povabljeni k sodelovanju tako s Francijo kot ZDA v pogodbi, toda nobena se ni odzvala na prošnjo.
Dne 13. junija 1778 je Francija napovedala vojno Veliki Britaniji in aktivirala francosko vojaško zavezništvo z ZDA, kar je zagotovilo dodatno ameriško podporo francoskim posesti v Karibih. Washington je tesno sodeloval z vojaki in mornarico, ki bi jih Francija poslala v Ameriko, predvsem preko Lafayettea iz svojga osebja. Francoska pomoč je imela ključne prispevke potrebne za zmago nad Cornwallisom v Yorktownu leta 1781.

### Britanska strategija
Britanska vojska je imela precejšnje izkušnje v bojih v Severni Ameriki. Vendar pa so v prejšnjih konfliktih imeli koristi od lokalne logistike in podpore kolonialnih milic. V ameriški revolucionarni vojni so morali okrepitve priti iz Evrope, ohranjanje velikih vojska na tako velikih razdaljah je bilo izjemno zapleteno; ladjam je lahko trajalo tri mesece, da so prečkale Atlantik in naročila iz Londona so bila pogosto zastarela do trenutka, ko so prispela.
Pred konfliktom so bile kolonije pretežno avtonomne ekonomske in politične entitete, brez centralnega območja končne strateške pomembnosti. To je pomenilo, da se v Ameriki vojne niso končale z padcem glavnega mesta, kot se je to pogosto dogajalo v Evropi, ampak so se nadaljevale tudi po izgubi večjih naselij, kot so bili Filadelfija, sedež kongresa, New York in Charleston. Britanska moč je bila odvisna od Kraljeve mornarice, katere prevlada jim je omogočila, da so oskrbeli lastne ekspedicijske sile in preprečili dostop do pristanišč sovražnika. Vendar pa je bila večina ameriškega prebivalstva kmečka, ne pa urbana; podprta s strani francoske mornarice in trgovskih ladij iz Nizozemskih karibov, je bila njihova ekonomija sposobna preživeti.
Frederick North, 2. grof Guilforda, Lord North, predsednik vlade od leta 1770, je prenesel nadzor nad vojno v Severni Ameriki na lorda Georga Germaina in John Montagua, 4. grofa Sandwich, ki je bil prvi lord - vodja Kraljeve mornarice od leta 1771 do 1782. Poraz v Saratogi leta 1777 je jasno pokazal, da upora ne bo enostavno zatreti, še posebej po francosko-ameriškem zavezništvu februarja 1778. S točnim pričakovanjem, da se bo Španija prav tako pridružila konfliktu, je Kraljeva mornarica morala prioritizirati ali vojno v Ameriki ali v Evropi; Germain je zagovarjal prvo, Sandwich drugo.
North je sprva podpiral južno strategijo, ki je poskušala izkoristiti razlike med trgovinskim severom in južnim plantažno-suženjskim sistemom, vendar je bil po porazu v Yorktownu prisiljen sprejeti, da je ta politika propadla. Bilo je jasno, da je vojna izgubljena, čeprav je Kraljeva mornarica prisilila Francoze, da so novembra 1781 premestili svojo floto v Karibe in nadaljevali tesno blokado ameriške trgovine. Posledična ekonomska škoda in naraščajoča inflacija so pomenile, da si je ZDA sedaj želela končati vojno, medtem ko Francija ni mogla zagotoviti nadaljnjih posojil; kongres ni mogel več izplačevati svojih vojakov.
Geografska velikost kolonij in omejeni kadri so pomenili, da britanska vojska ni mogla hkrati izvajati vojaških operacij in zasedati ozemlja brez lokalne podpore. Razprava o tem ali je bil njihov poraz neizogiben, še vedno poteka; en britanski državnik je to opisal kot "kot da bi poskušali osvojiti zemljevid". Medtem John E. Ferling trdi, da je bila zmaga Patriotov nič drugega kot čudež, Joseph Ellis predlaga, da so možnosti vedno favorizirale Američane, še posebej potem, ko je Howe zapravil priložnost za odločilni britanski uspeh leta 1776, "priložnost, ki se nikoli ne bi ponovila". Zgodovina ameriške vojske predvideva, da bi dodatna angažiranost 10.000 svežih mož leta 1780 postavila britansko zmago "v doseg možnosti".

#### Britanska vojska
Izgon Francije iz Severne Amerike leta 1763 je povzročil drastično zmanjšanje ravni britanskih enot v kolonijah; leta 1775 je bilo med civilnim prebivalstvom 2.8 milijona le 8.500 rednih vojakov. Večina vojaških virov v Ameriki je bila osredotočena na obrambne strategije sladkornih otokov v Karibih; Jamajka je sama prinašala več prihodkov kot vseh trinajst ameriških kolonij skupaj. Po koncu sedemletne vojne je bila stalna vojska v Britaniji prav tako zmanjšana, kar je povzročilo administrativne težave, ko se je vojna začela deset let pozneje.
Čez čas vojne so bili postavljeni štirje glavni britanski poveljniki. Prvi je bil Thomas Gage, imenovan leta 1763, katerega začetni fokus je bil vzpostaviti britansko oblast v nekdanjih francoskih področjih Kanade. Mnogi v Londonu so za upor krivili njegovo nezmožnost, da bi prej ukrepal in bil je razrešen po hudih izgubah v Bitki pri Bunker Hill. Njegov naslednik je bil sir William Howe, član frakcije Whigov ali vigovcev v parlamentu, ki se je uprl politiki prisile, ki jo je zagovarjal lord North; Cornwallis, ki se je kasneje predal v Yorktownu, je bil eden mnogih višjih častnikov, ki so se sprva uprli služenju v Severni Ameriki.
Kampanja leta 1775 je pokazala, da so Britanci precenjevali zmogljivosti svojih enot in podcenjevali kolonialno milico, kar je zahtevalo ponovno oceno taktik in strategij, in omogočilo Patriotom, da prevzamejo pobudo. Howejeva odgovornost je še vedno predmet razprave; kljub prejemu velikega števila okrepitev se zdi, da je Bunker Hill trajno vplival na njegovo samozavest, pomanjkanje taktične fleksibilnosti pa je pomenilo, da pogosto ni izkoristil priložnosti. Veliko njegovih odločitev je bilo pripisanih težavam s preskrbo, kot je njegova obotavljivost zasledovanja poraženih Washingtonovih enot. Potem, ko je izgubil zaupanje svojih podrejenih, je bil poklican nazaj, potem ko se je Burgoyne predal pri Saratogi.
Po neuspehu Carlislejeve komisije se je britanska politika spremenila iz obravnave Patriotov kot podložnikov, ki jih je bilo potrebno spraviti k miru v sovražnike, ki jih je bilo treba premagati. Leta 1778 je bila Howejeva zamenjava sir Henry Clinton. Ocenjen kot strokovnjak za taktiko in strategijo je bil Clinton tako kot njegovi predhodniki oviran s kroničnimi težavami z preskrbo. Poleg tega je Clintonovo strategijo ogrozil konflikt z politično nadrejenimi v Londonu in njegovimi kolegi v Severni Ameriki, zlasti admiralom Mariotom Arbuthnotom, ki je bil v začetku leta 1781 zamenjan z Rodneyjem. Ni bil obveščen niti posvetovan, ko je Germain odobril Cornwallisovo invazijo na jug leta 1781 in je odložil pošiljanje okrepitve, ker je menil, da je večina Washingtonove vojske še vedno zunaj New Yorka. Po predaji v Yorktownu je bil Clinton zamenjan s Carletonom, katerega glavna naloga je bila nadzorovati evakuacijo lojalistov in britanskih vojakov iz Savanne, Charlestona in New Yorka.

#### Nemške sile
V 18. stoletju so države običajno najemale tuje vojake, vključno z Britanijo. Ko je postalo jasno, da so potrebne dodatne sile za zatrtje upora v Ameriki je bilo odločeno, da se najame nemške vojake. Zanje je bilo nekaj razlogov, vključno z javnim sočutjem do patriotske zadeve, zgodovinsko nepripravljenostjo na širitev britanske vojske in časom potrebnim za rekrutacijo in usposabljanje novih regimentov. Mnoga manjša kraljestva v Svetem rimskem cesarstvu so imela dolgo tradicijo oddajanja svojih vojakov najvišjemu ponudniku. Najpomembnejše je bilo »Landgraviate of Hesse-Kassel« znano kot "najemniška država".
Prvi sporazumi o najemu so bili podpisali v lord Northovi administraciji konec leta 1775; 30.000 Nemcev je služilo v ameriški vojni. Pogosto jih imenujejo preprosto "Hessijci", vključno z moškimi iz mnogih drugih držav, vključno z Hanoverjem in Brunswickom. Sir Henry Clinton je priporočil rekrutacijo ruskih vojakov, katerih kvalitete je zelo cenil, potem ko jih je videl v akciji proti Turkom v rusko-turški vojni (1768–1774); vendar pa so pogajanja z Katarina Velika napredovala le počasi.
Za razliko od prejšnjih vojn je njihova uporaba privedla do intenzivnih političnih razprav v Britaniji, Franciji in celo Nemčiji, kjer je Friderik II. Veliki zavrnil dovoljenje za prehod svojih ozemelj za vojake, najete za ameriško vojno. Marca 1776 so bila dogovora izpostavljena v parlamentu s strani whigov, ki so nasprotovali "prisilni rekrutaciji" na splošno in uporabi tujih vojakov za podrejanje "britanskih državljanov". Razprave so bile podrobno pokrite v ameriških časopisih; maja 1776 so prejeli kopije samih pogodb, ki so jih priskrbeli britanski simpatizerji in ki so bile tihotapljene v Severno Ameriko iz Londona.
Perspektiva tujih nemških vojakov, ki bi jih uporabili v kolonijah, je okrepila podporo za neodvisnost, bolj kot obdavčitev in drugi ukrepi skupaj; kralja so obtožili, da je razglasil vojno proti svojim podanikom, kar je vodilo do ideje, da obstajata zdaj dve ločeni vladi. Z očitnim prikazovanjem, da je Britanija odločena iti v vojno, so upanja na spravo izgledala naivna in obupna, medtem ko je uporaba tistega, kar je bilo razumljeno kot "tujci najemniki," postala ena od obtožb proti Juriju III v Deklaraciji o neodvisnosti. Hessenska reputacija v Nemčiji zaradi brutalnosti je prav tako povečala podporo za patriotsko zadevo med nemško-ameriškimi priseljenci.
Prisotnost več kot 150.000 nemških Američanov je pomenila, da so se obe strani počutili, da bi lahko nemške vojake prepričali, da bi zbežali; en razlog, zakaj je Clinton predlagal zaposlovanje Rusov je bil, da je menil, da so ti manj verjetno, da bodo prestopili. Ko so prve nemške enote prišle na Staten Island avgusta 1776, je Kongres odobril tiskanje letakov, ki so obljubljali zemljo in državljanstvo vsakomur, ki se je želel pridružiti patriotski zadevi. Britanci so sprožili protiakcijo, ki je trdila, da bi lahko bili dezerterji usmrčeni. Dezertacija med Nemci se je dogajala skozi vse vojne, pri čemer je bila najvišja stopnja dezertacije med predajo v Yorktownu in Pariškim sporazumom. Nemški regimenti so bili osrednji del britanskega vojnega prizadevanja; od približno 30.000 poslanih v Ameriko jih je okoli 13.000 postalo žrtev.

## Revolucija kot državljanska vojna

### Lojalisti
so premagali lojaliste v »bitki pri Kings Mountain« leta 1780, kar je dvignilo moralo patriotov.]]
Bogati lojalisti so prepričali britansko vlado, da so bili večina kolonistov simpatizerji kroni; posledično so britanski vojaški načrtovalci zaupali v rekrutiranje lojalistov, vendar so imeli težave s pridobivanjem zadostnega števila, saj so patrioti imeli široko podporo. Približno 25.000 lojalistov se je med vojno bojevalo za Britance. Čeprav so lojalisti predstavljali približno dvajset odstotkov kolonialne populacije, so bili koncentrirani v ločenih skupnostih. Mnogi od njih so živeli med velikimi lastniki plantaž v regiji Tidewater in Južni Karolini.
Ko so Britanci začeli raziskovati zaledje v letih 1777–1778 so naleteli na velik problem: kakršnakoli pomembna raven organizirane aktivnosti lojalistov je zahtevala stalno prisotnost britanskih rednih enot. Enote, ki so jih Britanci imeli v Ameriki, niso zadostovale, da bi zaščitili teritorij lojalistov in se uprli ameriškim ofenzivam. Lojalistične milice na jugu so nenehno premagovale sosednje patriotske milice. Patriotska zmaga v "bitki pri Kings Mountain" je nepopravljivo oslabila zmogljivost lojalistične milice na jugu.
Ko je Howe upravljal zgodnjo vojno politiko, je potreba krone po ohranitvi podpore lojalistov preprečila uporabo tradicionalnih metod zatiranja upornikov. Britanska stvar je utrpela škodo, ko so njihovi vojaki ropali domačine med preklicanim napadom na Charlestonu leta 1779, kar je razjezilo tako patriote kot lojaliste. Po tem, ko je Kongres leta 1778 zavrnil "Carlisle Peace Commission]" in je Westminster med Clintonovim poveljstvom prešel na "trdo vojno", so se nevtralni kolonisti v Karolinah pogosto zavezali z patrioti. Nasprotno so lojalisti pridobili podporo, ko so patrioti zastraševali domnevne torijce z uničevanjem premoženja in katranom ter perjenjem.
Enota lojalistične milice — Britanska legija — je zagotovila nekatere izmed najboljših vojakov v britanski službi. Poveljeval ji je Tarleton, ki je v kolonijah pridobila strašljivo reputacijo zaradi "brutalnosti in nepotrebnega klanja".

### Ženske
Ženske so med revolucionarno vojno igrale različne vloge; pogosto so spremljale svoje može, ko je to bilo dovoljeno. Na primer, med vojno je bila Martha Washington znana po obisku in pomoči svojemu možu Georgu v različnih ameriških taborih. Ženske so pogosto spremljale vojske kot spremljevlke, da bi prodajale blago in opravljale nujne naloge v bolnišnicah in taborih, njihovo število pa je med vojno doseglo tisoče.
Ženske so tudi prevzele vojaške vloge: nekatere so se oblačile kot moški, da bi neposredno podpirale boj, se borile ali delovale kot vonunke na obeh straneh. Anna Maria Lane se je pridružila svojemu možu v vojski. Virginija generalna skupščina jo je kasneje omenila zaradi njene pogumnosti: borila se je oblečena kot moški in "opravljala izredne vojaške naloge ter prejela hudo rano v bitki pri Germantownu ... s pogumom vojaka". 26. aprila 1777 naj bi Sybil Ludington jahala, da bi opozorila milico na bližajoče se Britance; imenovana je bila "ženska Paul Revere". Ali naj bi do tega prišlo, je vprašljivo. Nekaj drugih žensk se je preoblečilo v moške. Deborah Sampson se je bojevala, dokler ni bil odkrita njen spol in je bila zaradi tega odpuščena; Sally St. Clair je bila ubita v bitki.

### Črnsko prebivalstvo
Ko se je vojna začela, je prebivalstvo Trinajstih kolonij štelo približno 500.000 sužnjev, ki so jih v glavnem uporabljali kot delavce na južnih plantažah. Novembra 1775 je lord Dunmore, kraljevi guverner Virginije, izdal razglas, ki je obljubljal svobodo vsakemu sužnju, ki je bil v lasti Patriotov in je bil pripravljen nositi orožje. Čeprav je ta napoved pomagala zapolniti začasno pomanjkanje vojaške sile, je belski lojalistični predsodek pomenil, da so bili novaki preusmerjeni v vloge, ki niso vključevale boja. Lojalisti so želeli onemogočiti Patriotskin plantažnikom dostop od delovne sile, ne pa končati suženjstvo; sužnji v lasti lojalistov so bili vrnjeni lastnikom.
Razglas iz 1779 »Philipsburg Proclamation«, ki ga je izdal Clinton, je razširil ponudbo svobode na sužnje, ki so bili v lasti Patriotov po celih kolonijah. Prepričal je cele družine, da so pobegnile k britanskim linijam, mnoge od katerih so bile zaposlene pri gojenju hrane za vojsko, saj so odstranili zahtevo po vojaški službi. Medtem ko je Clinton organiziral vojaško enoto Black Pioneers, je tudi zagotovil, da so bili pobegli sužnji vrnjeni lastnikom lojalistov z ukazom, da jih ne smejo kaznovati. Ko se je vojna nadaljevala je postalo za črnce vse bolj običajno služiti kot redni vojaki v britanskih enotah; črnski lojalisti so leta 1783 oblikovali dve regimenta čarlstonskega garnizona.
Ocene o številu tistih, ki so služili Britancem med vojno, se gibljejo med 25.000 in 50.000, brez tistih, ki so pobegnili med vojno. Thomas Jefferson je ocenil, da je Virginija morda izgubila 30.000 sužnjev zaradi pobega. V Južni Karolini je skoraj 25.000 sužnjev (približno 30 odstotkov suženjske populacije) bodisi pobegnilo, migriralo ali umrlo, kar je znatno prizadelo plantažne ekonomije tako med kot po vojni.
Črnski patrioti so bili izključeni iz Kontinentalne vojske, dokler Washington ni prepričal Kongresa januarja 1778, da ni bilo drugega načina za nadomeščanje izgub zaradi bolezni in dezerterstva. "1. Rhode Island polk" se je oblikoval februarja in je vključeval nekdanje sužnje, katerih lastniki so bili denarno kompenzirani; vendar pa je bilo le 140 od svojih 225 vojakov črnih, novačenje pa se je ustavilo junija 1788. Na koncu je okoli 5.000 črncev služilo v kontinentalni vojski in mornarici na različnih položajih, medtem ko je še 4.000 delalo v patriotnih milicah, na ladjah zasebnikov ali kot vozniki, služabniki in vohuni. Po vojni je majhna manjšina prejela zemljiške donacije ali pokojnine Kongresa; mnogi drugi so bili po vojni vrnjeni svojim gospodarjem kljub prejšnjim obljubam o svobodi.
Kot je zmaga patriotov postajala vse bolj verjetna, je obravnava črnih lojalistov postala predmet spora; po predaji Yorktowna leta 1781 je Washington vztrajal, da se vsi ubežniki vrnejo, toda Cornwallis je to odklonil. Leta 1782 in 1783 je britanska vojska evakuirala okoli 8.000 do 10.000 osvobojenih črncev iz Charlestona, Savanne in New Yorka; nekateri so se preselili v London, medtem ko se jih je 3.000 do 4.000 naselilo v Novi Škotski. Beli lojalisti so prepeljali 15.000 zasužnjenih črncev na Jamajko in Bahame. Osvobojeni črni lojalisti, ki so migrirali v Britanske Zahodne Indijo, so vključevali redne vojake iz Dunmorejevega "Etiopskega regimenta" ter tiste iz Charlestona, ki so pomagali zasesati Zavetrne otoke.

### Indijanci
Večina Indijancev vzhodno od reke Mississippi je bila prizadeta zaradi vojne, številna plemena pa so bila razdeljena glede na to, kako se odzvati. Nekatera plemena so bila prijateljska do kolonistov, vendar je večina Indijancev nasprotovala uniji kolonij, ki so jo dojemali kot potencialno grožnjo njihovemu ozemlju. Približno 13.000 Indijancev je bojevalo na britanski strani, pri čemer je največja skupina prihajala iz plemen Irokezov, ki so mobilizirala okoli 1.500 bojevnikov.
Zgodaj julija 1776 so Cherokee zavezniki Britanije napadli kratkotrajni "Washington District v Severni Karolini]]. Njihov poraz je razbil v napadu je razdrobil pleme Cherokee in bil je neposredno odgovoren za nastanek "Chickamauga Cherokee", ki so desetletja po koncu sovražnosti z Britanijo nadaljevali z vojnami proti ameriškim naseljevalcem.
Creeke in Seminole zavezniki Britanije so se borili proti Američanom v Georgiji in Južni Karolini. Leta 1778 je enota 800 Creekov uničila ameriška naselja ob "Broad reki v Georgiji". Bojevniki Creeke so se tudi pridružili Thomas Brownovim lojalističnim napadom v Južni Karolini in pomagali Britaniji med obleganjem Savanne. Številni Indijanci so bili vključeni v boj med Britanijo in Španijo na obali Mehiškega zaliva ter ob britanski strani reke Mississippi. Tisoči Creekov, Chickasaw in Choctaw Inidjancev so se bojevali v večjih bitkah, kot so "itka pri Fort Charlotte", "Bitka pri Mobile (1781)" in obleganju Pensacole.
Irokeška konfederacija je bila razbita zaradi ameriške revolucije. Plemena Seneca, Onondaga in Cayuga so se pridružila Britancem; člani Mohawk so se borili na obeh straneh in mnogi Tuscarore in Oneide so se pridružili Američanom. Da bi se maščevali za napade na ameriške naselbine s strani lojalistov in njihovih indijanskih zaveznikov je Kontinentalna armada poslala Sullivanovo ekspedicijo po New Yorku, da bi oslabila plemena Irokezov, ki so se pridružila Britancem. Voditelja Mohawkov Joseph Louis Cook in Joseph Brant sta se pridružila nasprotnim stranem, prvi Američanom in drugi Britancem, kar je dodatno poslabšalo razkol.
Na zahodnem bojišču so konflikti med naseljenci in domorodnimi Američani povzročili dolgotrajno nezaupanje. V Pariškem sporazumu iz leta 1783 je Velika Britanija prepustila nadzor nad spornimi ozemlji med Velikimi jezeri in reko Ohio, vendar domači prebivalci niso bili del mirovnih pogajanj. Plemena v Severozahodnem teritoriju so se združila "Zahodni konfederaciji" in se zavezala Britancem, da se uprejo ameriškemu naseljevanju, njihov konflikt pa se je nadaljeval tudi po revolucionarni vojni kot "Severozahodna indijanska vojna".

## Mirovna pogajanja
Pogoji, ki jih je predstavila "Carlisle Peace Commission" leta 1778 so vključevali sprejetje načela samouprave. Parlament bi priznal Kongres kot upravljajoče telo, suspendiral vse sporno zakonodajo, predal pravico do lokalne kolonialne obdavčitve in razpravljal o vključitvi ameriških predstavnikov v Hišo poslancev. V zameno bi bila vsa premoženja, zasežena od lojalistov vrnjena, britanski dolgovi priznani in lokalno uveljavljen vojni zakon sprejet. Vendar je Kongres zahteval ali takojšnje priznanje neodvisnosti ali umik vseh britanskih vojakov; vedeli so, da komisija ni imela pooblastila za sprejemanje teh zahtev, kar je hitro končalo pogajanja.
27. februarja 1782 je bil sprejet predlog Whigov za konec ofenzivne vojne v Ameriki z 19 glasovi za. North je odstopil, kar je kralja prisililo, da je povabil Charles Watson-Wentworth, 2nd Marquess of Rockingham k oblikovanju vlade; dosleden podpornik patriotske zadeve je to pogojeval z zavezo k ameriški neodvisnosti. Jurij III je to nerad sprejel in druga Rockinghamova vlada je nastopila v uradovanje 27. marca 1782; vendar je Rockingham nenadoma umrl 1. julija in ga je zamenjal Shelburne, ki je priznal ameriško neodvisnost.
Ko je bil lord Rockingham povišan v premierja je Kongres združil svoje diplomatske konzule v Evropi v mirovno delegacijo v Parizu. Vodja delegacije je bil Benjamin Franklin. Postal je zvezdnik na francoskem dvoru, hkrati pa je imel tudi vpliv na dvorih Prusije in Avstrije. Od 60. let 18. stoletja je Franklin organiziral sodelovanje med britansko-ameriškimi kolonijami in nato služil kot kolonialni lobist v parlamentu v Londonu. John Adams je bil ambasador na Nizozemskem in je bil ugleden zgodnji patriotski aktivist iz Nove Anglije.[John Jay iz New Yorka je bil poslanik v Španiji in je bil nekdanji predsednik Kontinentalnega kongresa. Kot poslanik na Nizozemskem je Henry Laurens dosegel predhodni dogovor o trgovinskem sporazumu. Čeprav je bil aktiven v predhodnih pogajanjih, ni bil podpisnik končne pogodbe.
Pogajalci Whigov so med drugim vključevali dolgoletnega Franklinovega prijatelja Davida Hartleya in Richarda Oswalda, ki je pogajal za Laurensovo osvoboditev iz Londonskega stolpa. Predhodni mir, podpisan 30. novembra je izpolnil štiri ključne zahteve Kongresa: neodvisnost, ozemlje do Mississippija, pravice do plovbe v Mehiški zaliv in pravice do ribolova v Newfoundlandu.
Britanska strategija je bila okrepiti ZDA dovolj, da preprečijo Franciji, da bi pridobila nazaj položaj v Severni Ameriki in niso imeli velikega interesa za te predloge. Vendar so razlike med njihovimi nasprotniki omogočile, da so lahko pogajali ločeno s posameznimi akterji za izboljšanje svoje skupne pozicije, pri čemer so začeli z ameriško delegacijo septembra 1782. Francozi in Španci so si prizadevali izboljšati svoj položaj z ustvarjanjem ZDA, ki bi bila odvisna od njih za podporo proti Britaniji, s čimer bi povrnili izgube iz leta 1763. Obe strani sta poskušali doseči dogovor z Britanijo, ki bi izključil Američane; Francija je predlagala določitev zahodne meje ZDA ob Apalačih, kar bi ustrezalo britanski proklamaciji iz leta 1763. Španci so predlagali dodatne koncesije v vitalni regiji reke Mississippi, vendar so zahtevali prevzem Georgije, kar bi kršilo francosko-ameriško zavezništvo.
Soočen z težavami s Španijo glede terjatev povezanih z reko Mississippi in s Francijo, ki je bila še vedno nerazpoložena za soglasje o ameriški neodvisnosti, dokler niso bile izpolnjene vse njene zahteve, je John Jay Britance obvestil, da je pripravljen pogajati se neposredno z njimi, s čimer bi izključil Francijo in Španijo, s čimer se je lord Shelburne, britanski premier, ki je imel glavno besedo v britanskih pogajanjih, strinjal. Ključni sporazumi za ZDA pri pridobivanju miru so vključevali priznanje ameriške neodvisnosti; celotno ozemlje vzhodno od reke Mississippi, severno od Floride in južno od Kanade; ter pravice do ribolova v ob obali Nove Fundlandije in v zalivu reke svetega Lovrenca. Združene države in Velika Britanija sta sami prejele večni dostop do reke Mississippi.
Angleško-ameriški predhodni mir je bil formalno sklenjen novembra 1782 in Drugi kontinentalni kongres je potrdil dogovor 15. aprila 1783. Napovedal je dosego miru z neodvisnostjo, končna pogodba pa je bila podpisana 2. septembra 1783 v Parizu, kar je začelo veljati naslednji dan, ko je Britanija podpisala svoj sporazum s Francijo. John Adams, ki je pomagal oblikovati pogodbo je trdil, da predstavlja "enega najpomembnejših političnih dogodkov, ki so se kadarkoli zgodili na svetu.Ratificiran je bil ustrezno s strani Kongresa in Parlamenta, končne različice so bile izmenjane v Parizu naslednjo pomlad. 25. novembra so bile zadnje britanske čete, ki so ostale v ZDA, evakuirane iz New Yorka v Halifax, Nova Škotska.

## Posledice

### Ozemlja
Obseg ozemlja, ki je sedaj predstavljalo ZDA, je vključeval milijone redko naseljenih akrov južno od Velikih jezer med Apalači in reko Mississippi, od česar je bil velik del del Kanade. zadrana kolonialna migracija ljudi proti zahodu se je med vojno spremenila v poplavo.
Britanska podaljšana povojna politika za ZDA je še naprej poskušala vzpostaviti indijansko vmesno državo južno od Velikih jezer vse do leta 1814 med vojno 1812. Formalno pridobljena zahodna ameriška ozemlja so še naprej naseljevala avtohtona plemena, ki so bila večinoma britanski zavezniki. V praksi so Britanci zavrnili opustitev utrdb na ozemlju, ki so ga formalno prenesli na ZDA. Namesto tega so oskrbovali vojaške zaveznike za nadaljnje spopade na meji in financirali Severno-zahodno indijsko vojno (1785–1795). Britansko financiranje lokalnih vojn v ZDA se je nadaljevalo, dokler ni anglo-ameriška "Pogodba Jay", ki jo je napisal Hamilton, začela veljati 29. februarja 1796.
Od evropskih sil z ameriškimi kolonijami v bližini novoustanovljenih ZDA je bila Španija najbolj ogrožena zaradi ameriške neodvisnosti in je bila zato tudi najbolj sovražna. Njeno ozemlje, ki je bilo sosednje od ZDA, je bilo relativno nezaščiteno, zato je španska politika razvila kombinacijo pobud. Španska mehka moč je diplomatično izzvala britansko teritorialno predajo ozemelj zahodno do reke Mississippi in prejšnje severne meje španske Floride. Vpeljala je visoke carine na ameriške izdelke in nato blokirala dostop ameriških naseljencev do pristanišča New Orleans. Hkrati je Španija tudi financirala vojno znotraj ZDA preko indijanskih zaveznikov v njenem jugozahodnem ozemlju, ki ga je Francija prepustila Britaniji, nato pa Britanija Američanom.

### Žrtve in izgube
Skupna izguba življenj skozi konflikt je v veliki meri neznana. Kot je bilo običajno v vojnah tiste dobe so bolezni, kot črne koze terjale več življenj kot bitke. Med letoma 1775 in 1782 je epidemija črnih koz po vsej Severni Ameriki ubila približno 130.000 ljudi. Zgodovinar Joseph Ellis predlaga, da je bila Washingtonova odločitev, da so njegove enote cepile proti bolezni ena njegovih najpomembnejših odločitev.
Med aktivno vojaško službo je umrlo do 70.000 ameriških patriotov. Od teh je bilo približno 6.800 ubitih v bitkah, medtem ko je vsaj 17.000 umrlo zaradi bolezni. Večina teh je umrla kot vojni ujetniki Britancev, večinoma na zaporniških ladjah v Newyorškem pristanišču. Število patriotov, ki so bili resno ranjeni ali onesposobljeni zaradi vojne, je bilo ocenjenih od 8.500 do 25.000.
Francozi so imeli 2.112 ubitih v bojih v Združenih državah. Španci so izgubili 124 ubitih in 247 ranjenih v Zahodni Floridi.
Britansko poročilo iz leta 1781 ocenjuje njihovo skupno število smrtnih žrtev v vojski na 6.046 v Severni Ameriki (1775–1779). Približno 7.774 Nemcev je umrlo v britanski službi, poleg 4.888 dezerterjev; med tistimi, ki so bili označeni kot nemški dezerterji, pa je ocenjenih, da je 1.800 bilo ubitih v boju.

### Dediščina
Ameriška revolucija je postavila zgled za strmoglavljanje tako monarhij kot kolonialnih vlad. Združene države imajo najstarejšo pisno ustavo na svetu, ki je bila uporabljena kot model v drugih državah, včasih dobesedno. Revolucija je navdihnila revolucije v Franciji, Haitiju, Latinski Ameriki in drugod.
Čeprav je revolucija odpravila mnoge oblike neenakosti je le malo spremenila status žensk kljub vlogi, ki so jo imele pri pridobivanju neodvisnosti. Najpomembneje je, da ni uspela končati suženjstva. Medtem ko je bilo mnogim neprijetno zaradi protislovja, da so zahtevali svobodo za nekatere, medtem ko so jo drugim zanikali, je odvisnost južnih držav od suženjske delovne sile naredila odpravo suženjstva prevelik izziv. Med 1774 in 1780 je veliko držav prepovedalo uvoz sužnjev, vendar se je institucionalizacija suženjstva nadaljevala. Leta 1782 je Virginia sprejela zakon, ki je dovoljeval osvobajanje sužnjev in v naslednjih osmih letih je bilo več kot 10.000 sužnjev osvobojenih. Število abolicionističnih gibanj se je močno povečalo in do leta 1804 so vse severne države suženjstvo prepovedale. Vendar pa je suženjstvo še naprej ostajalo resna socialna in politična težava ter povzročilo razdore, ki bi se na koncu končali v državljanski vojni.

### Historiografija
Zbirka zgodovinskih zapisov o ameriški revoluciji navaja številne motive za upor patriotov. Ameriški patrioti so poudarili zavrnitev njihovih ustavnih "pravic kot Angležov", še posebej "no taxation without representation". Sodobniki pripisujejo ameriškemu razsvetljenstvu zaslugo za postavitev intelektualnih, moralnih in etičnih temeljev za ameriško revolucijo med ustanovitelji, ki so bili pod vplivom klasičnega liberalizma Johna Locka in drugih razsvetljenskih] avtorjev in filozofov.
Dva traktata o vladi je že dolgo navajan kot velik vpliv na ameriško razmišljanje v revolucionarnem obdobju, toda zgodovinarja David Lundberg in Henry F. May trdita, da je bil Lockeov Esej o človeškem razumu precej bolj pogosto bran. Zgodovinarji od 1960-ih let poudarjajo, da je bila patriotska ustavna argumentacija mogoča zaradi nastanka ameriškega nacionalizma, ki je združil Trinajst kolonij. Ta nacionalizem pa je bil zakoreninjen v republikanstvu v ZDA, ki je zahtevalo soglasje vladajočih in se globoko upiralo aristokratski kontroli. V Britaniji pa je bilo republikanstvo večinoma obrobna ideologija, saj je izpodbijalo aristokratsko kontrolo britanske monarhije in političnega sistema. Politična moč ni bila nadzorovana s strani aristokracije ali plemstva v 13 kolonijah; namesto tega je bil kolonialni politični sistem temeljen na zmagovalcih prostih volitev, ki so bile takrat odprte za večino belih moških. V analizi Revolucije so zgodovinarji v zadnjih desetletjih pogosto navajali tri motivacije za to:
- Videnje "Atlanstske zgodovine" postavlja ameriško zgodbo v širši kontekst, vključno z naslednjimi revolucijami v Franciji in Haitiju. Teži k ponovni integraciji zgodovinopisij ameriške revolucije in britanskega imperija.[392][393][394]

- Pristop "Nova družbena zgodovina" preučuje socialno strukturo skupnosti, da bi našel razkole, ki so se povečali v kolonialne razcepe.

- Ideološki pristop, ki se osredotoča na republikanstvo v Združenih državah.[395] Republikanstvo je nalagala, da ne bo kraljevine, aristokracije ali nacionalne cerkve, ampak je dovolila nadaljevanje britanskega prava, ki so ga ameriški odvetniki in pravniki razumeli, odobrili in uporabljali v svoji vsakodnevni praksi. Zgodovinarji so proučili, kako je naraščajoča ameriška pravna stroka sprejela britansko pravo, da bi vključevala republikanstvo s selektivno revizijo pravnih običajev in uvajanjem več izbire za sodišča.[396][397]

### Obeleževanje Revolucionarne vojne
Po izdaji prvega ameriškega poštnega znamke leta 1849 je ameriška poštna služba pogosto izdajala spominske znamke, ki so obeleževale ljudi in dogodke Revolucionarne vojne. Prva takšna znamka je bila izdaja "Liberty Bell" iz leta 1926.
- Izbrane znamke:
- Poštna znamka "Liberty Bell", izdana ob 150. obletnici ameriške neodvisnosti leta 1926
- Poštna znamka ob 150. obletnici bitke pri Saratogi, ki prikazuje predajo Johna Burgoynea, izdana leta 1927
- George Washington pri molitvi na poštni znamki "Valley Forge", izdana leta 1928
- Poštna znamka ob 150. obletnici obleganja Yorktowna, ki prikazuje Rochambeauja, Washingtona in de Grasseja, izdana leta 1931

## Citati
Year dates enclosed in [brackets] denote year of original printing